# Lista dei faraoni
In questa pagina sono riportati i faraoni dell'Egitto, suddivisi secondo dinastie e periodi tradizionali, dati tratti dalle fonti storiche quali le liste reali egizie e dagli ultimi studi storici sull'argomento.

## Tabella elenco dei Faraoni

### Periodo Mitologico

#### Dinastia divina
| Nome     | Nome    | Nome           | Nome           | Nome               | Nome               | Liste | Liste   | Liste  |
| Immagine | Faraone | Sesto Africano | Sesto Africano | Eusebio di Cesarea | Eusebio di Cesarea | Abido | Saqqara | Torino |
| -------- | ------- | -------------- | -------------- | ------------------ | ------------------ | ----- | ------- | ------ |
|          | Ptah    |                |                |                    |                    |       |         | Fthà   |
|          | Ra      |                |                |                    |                    |       |         | Rha    |
|          | Shu     |                |                |                    |                    |       |         | Schu   |
|          | Geb     |                |                |                    |                    |       |         | Seb    |
|          | Osiride |                |                |                    |                    |       |         | Asir   |
|          | Seth    |                |                |                    |                    |       |         | Sut    |
|          | Horus   |                |                |                    |                    |       |         | Horo   |
|          | Thot    |                |                |                    |                    |       |         | Theuth |
|          | Maat    |                |                |                    |                    |       |         | Mei    |

### Periodo Preistorico

#### Dinastia llla1–llla2
| Periodo          | Regno | Nome     | Nome    | Nome         | Nome           | Nome           | Nome               | Nome               | Liste | Liste   | Liste  |
| Periodo          | Regno | Immagine | Faraone | Anni di vita | Sesto Africano | Sesto Africano | Eusebio di Cesarea | Eusebio di Cesarea | Abido | Saqqara | Torino |
| ---------------- | ----- | -------- | ------- | ------------ | -------------- | -------------- | ------------------ | ------------------ | ----- | ------- | ------ |
| 3900 – 3750 a.C. | –     |          | ?       | –            |                |                |                    |                    |       |         |        |

#### Dinastia lc-lla
| Periodo          | Regno | Nome     | Nome    | Nome         | Nome           | Nome           | Nome               | Nome               | Liste | Liste   | Liste  |
| Periodo          | Regno | Immagine | Faraone | Anni di vita | Sesto Africano | Sesto Africano | Eusebio di Cesarea | Eusebio di Cesarea | Abido | Saqqara | Torino |
| ---------------- | ----- | -------- | ------- | ------------ | -------------- | -------------- | ------------------ | ------------------ | ----- | ------- | ------ |
| 3750 – 3600 a.C. | –     |          | ?       | –            |                |                |                    |                    |       |         |        |

#### Dinastia lla-lla
| Periodo          | Regno | Nome     | Nome    | Nome         | Nome           | Nome           | Nome               | Nome               | Liste | Liste   | Liste  |
| Periodo          | Regno | Immagine | Faraone | Anni di vita | Sesto Africano | Sesto Africano | Eusebio di Cesarea | Eusebio di Cesarea | Abido | Saqqara | Torino |
| ---------------- | ----- | -------- | ------- | ------------ | -------------- | -------------- | ------------------ | ------------------ | ----- | ------- | ------ |
| 3600 – 3500 a.C. | –     |          | ?       | –            |                |                |                    |                    |       |         |        |
| 3600 – 3500 a.C. | –     |          | ?       | –            |                |                |                    |                    |       |         |        |
| 3600 – 3500 a.C. | –     |          | ?       | –            |                |                |                    |                    |       |         |        |

#### Dinastia llc-lld2
| Periodo          | Regno | Nome     | Nome    | Nome         | Nome           | Nome           | Nome               | Nome               | Liste | Liste   | Liste  |
| Periodo          | Regno | Immagine | Faraone | Anni di vita | Sesto Africano | Sesto Africano | Eusebio di Cesarea | Eusebio di Cesarea | Abido | Saqqara | Torino |
| ---------------- | ----- | -------- | ------- | ------------ | -------------- | -------------- | ------------------ | ------------------ | ----- | ------- | ------ |
| 3500 – 3300 a.C. | –     |          | ?       | –            |                |                |                    |                    |       |         |        |
| 3500 – 3300 a.C. | –     |          | ?       | –            |                |                |                    |                    |       |         |        |

### Periodo Predinastico

#### Dinastia 00

##### Alto Egitto
| Periodo          | Regno            | Nome              | Nome               | Nome         | Nome           | Nome           | Nome               | Nome               | Liste | Liste     | Liste   |
| Periodo          | Regno            | Immagine          | Faraone            | Anni di vita | Sesto Africano | Sesto Africano | Eusebio di Cesarea | Eusebio di Cesarea | Abido | Saqqara   | Torino  |
| ---------------- | ---------------- | ----------------- | ------------------ | ------------ | -------------- | -------------- | ------------------ | ------------------ | ----- | --------- | ------- |
| 3500 – 3300 a.C. | c. 3500 a.C. – ? |                   | Orice              |              |                |                |                    |                    |       |           |         |
| 3500 – 3300 a.C. | –                |                   | Conchiglia         |              |                |                |                    |                    |       |           |         |
| 3500 – 3300 a.C. | –                | Pesce             |                    |              |                |                |                    |                    |       |           |         |
| 3500 – 3300 a.C. | –                |                   | Elefante           |              |                |                |                    |                    |       | Pjen      | Pen-abu |
| 3500 – 3300 a.C. | –                | Testa di Bovino I |                    |              |                |                |                    |                    |       |           |         |
| 3500 – 3300 a.C. | –                | Toro              |                    |              |                |                |                    |                    |       |           |         |
| 3500 – 3300 a.C. | –                | Cicogna           |                    |              |                |                |                    |                    |       |           |         |
| 3500 – 3300 a.C. | –                | Canide            |                    |              |                |                |                    |                    |       |           |         |
| 3500 – 3300 a.C. | –                |                   | Testa di Bovino II |              |                |                |                    |                    |       | Fiv       | U-j     |
| 3500 – 3300 a.C. | –                |                   | Scorpione          |              |                |                |                    |                    |       | Hedju Hor | Horus   |
| 3500 – 3300 a.C. | –                |                   | Falco I            |              |                |                |                    |                    |       | Dj        |         |
| 3500 – 3300 a.C. | –                |                   | Mim                |              |                |                |                    |                    |       |           | Min     |
| 3500 – 3300 a.C. | –                |                   | Hor-ny-nejt        |              |                |                |                    |                    |       | Ni        | Nejt    |
| 3500 – 3300 a.C. | –                | Falco II          |                    |              |                |                |                    |                    |       |           |         |
| 3500 – 3300 a.C. | –                |                   | Leone              |              |                |                |                    |                    |       | Lah       |         |
| 3500 – 3300 a.C. | c. 3300 a.C. – ? |                   | Doppio falco       |              |                |                |                    |                    |       | Dju       | Nebiju  |

##### Basso Egitto
| Periodo          | Regno            | Nome     | Nome    | Nome         | Nome           | Nome           | Nome               | Nome               | Liste | Liste   | Liste  |
| Periodo          | Regno            | Immagine | Faraone | Anni di vita | Sesto Africano | Sesto Africano | Eusebio di Cesarea | Eusebio di Cesarea | Abido | Saqqara | Torino |
| ---------------- | ---------------- | -------- | ------- | ------------ | -------------- | -------------- | ------------------ | ------------------ | ----- | ------- | ------ |
| 3500 – 3300 a.C. | 3500 – 3300 a.C. |          | ?       |              |                |                |                    |                    |       |         |        |
| 3500 – 3300 a.C. | 3500 – 3300 a.C. | ?        |         |              |                |                |                    |                    |       |         |        |
| 3500 – 3300 a.C. | 3500 – 3300 a.C. | ?        |         |              |                |                |                    |                    |       |         |        |
| 3500 – 3300 a.C. | 3500 – 3300 a.C. | ?        |         |              |                |                |                    |                    |       |         |        |
| 3500 – 3300 a.C. | 3500 – 3300 a.C. | ?        |         |              |                |                |                    |                    |       |         |        |
| 3500 – 3300 a.C. | 3500 – 3300 a.C. | ?        |         |              |                |                |                    |                    |       |         |        |
| 3500 – 3300 a.C. | 3500 – 3300 a.C. | ?        |         |              |                |                |                    |                    |       |         |        |

#### Dinastia 0

##### Alto Egitto
| Periodo         | Regno            | Nome         | Nome          | Nome         | Nome           | Nome           | Nome               | Nome               | Liste | Liste   | Liste  |
| Periodo         | Regno            | Immagine     | Faraone       | Anni di vita | Sesto Africano | Sesto Africano | Eusebio di Cesarea | Eusebio di Cesarea | Abido | Saqqara | Torino |
| --------------- | ---------------- | ------------ | ------------- | ------------ | -------------- | -------------- | ------------------ | ------------------ | ----- | ------- | ------ |
| 3300 – 3150 a.C | c. 3300 a.C.     |              | Pe Hor        |              |                |                |                    |                    |       | Peh     | Pehi   |
| 3300 – 3150 a.C | c. 3280 – ?      |              | Scorpione I   |              |                |                |                    |                    |       | Hedi    | Hedj   |
| 3300 – 3150 a.C | ? – c. 3250 a.C. |              | Ny Hor        |              |                |                |                    |                    |       |         | Ni     |
| 3300 – 3150 a.C |                  | Ni-Neith     |               |              |                |                |                    |                    |       |         |        |
| 3300 – 3150 a.C |                  |              | Hat Hor       |              |                |                |                    |                    |       | Hat     | Het    |
| 3300 – 3150 a.C | ? – 3170 a.C.    |              | Iri Hor       |              |                |                |                    |                    |       |         | Iri    |
| 3300 – 3150 a.C | ? – 3170 a.C.    |              | Ka            |              | Sekhem         | n.d.           |                    |                    |       | Ka      | Ka     |
| 3300 – 3150 a.C | ? – 3170 a.C.    |              | Coccodrillo I |              | Horo           | n.d.           |                    |                    |       |         | Horus  |
| 3300 – 3150 a.C | ? – 3170 a.C.    | Scorpione II |               |              |                |                |                    |                    |       |         |        |
| 3300 – 3150 a.C | ? – 3170 a.C.    |              | Narmer        | c. 3150 a.C. | Meni           | 62             | Menes              | 60                 | Meni  |         | Meni   |

##### Basso Egitto
| Periodo         | Regno                 | Nome     | Nome    | Nome         | Nome           | Nome           | Nome               | Nome               | Liste     | Liste   | Liste  |
| Periodo         | Regno                 | Immagine | Faraone | Anni di vita | Sesto Africano | Sesto Africano | Eusebio di Cesarea | Eusebio di Cesarea | Abido     | Saqqara | Torino |
| --------------- | --------------------- | -------- | ------- | ------------ | -------------- | -------------- | ------------------ | ------------------ | --------- | ------- | ------ |
| 3300 – 3150 a.C | c. 3300 – c.3200 a.C. |          | ...pu   |              |                |                |                    |                    |           |         |        |
| 3300 – 3150 a.C | c. 3300 – c.3200 a.C. | Hsekiu   |         |              |                |                |                    |                    |           |         |        |
| 3300 – 3150 a.C | c. 3300 – c.3200 a.C. | Khayu    |         |              |                |                |                    |                    |           |         |        |
| 3300 – 3150 a.C | c. 3300 – c.3200 a.C. | Tiu      |         |              |                |                |                    |                    | Tiu       |         |        |
| 3300 – 3150 a.C | c. 3300 – c.3200 a.C. | Thesh    |         |              |                |                |                    |                    | Tesh      |         |        |
| 3300 – 3150 a.C | c. 3300 – c.3200 a.C. | Neheb    |         |              |                |                |                    |                    |           |         |        |
| 3300 – 3150 a.C | c. 3200 a.C.          | Wazner   |         |              |                |                |                    |                    | Wadjenedj |         |        |
| 3300 – 3150 a.C | –                     | Mekh     |         |              |                |                |                    |                    |           |         |        |
| 3300 – 3150 a.C | ? – 3150 a.C.         | ...a     |         |              |                |                |                    |                    |           |         |        |

### Periodo Protodinastico

#### Dinastia I
| Periodo          | Regno            | Nome     | Nome         | Nome         | Nome           | Nome           | Nome               | Nome               | Liste   | Liste     | Liste     |
| Periodo          | Regno            | Immagine | Faraone      | Anni di vita | Sesto Africano | Sesto Africano | Eusebio di Cesarea | Eusebio di Cesarea | Abido   | Saqqara   | Torino    |
| ---------------- | ---------------- | -------- | ------------ | ------------ | -------------- | -------------- | ------------------ | ------------------ | ------- | --------- | --------- |
| 3150 - 2920 a.C. | 3150 – 3125 a.C. |          | Narmer       |              | Meni           | 62             | Menes              | 60                 | Meni    |           | Meni      |
| 3150 - 2920 a.C. | 3125 – 3111 a.C. |          | Aha          |              | Athothis       | 57             | Athothis           | 27                 | Teti    |           | Teti      |
| 3150 - 2920 a.C. | 3111 – 3057 a.C. |          | Djer         |              | Kenkenes       | 31             | Kenkenes           | 39                 | Iti     |           | Iti, Ita  |
| 3150 - 2920 a.C. | 3057 – 3047 a.C. |          | Djet         |              | Uenephes       | 23             | Uenephes           | 42                 | Ita     |           | Itui      |
| 3150 - 2920 a.C. | 3047 – 3028 a.C. |          | Mer(it)neith |              |                |                |                    |                    |         |           |           |
| 3150 - 2920 a.C. | 3028 – 2986 a.C. |          | Den          |              | Usaphais       | 20             | n.d.               | n.d.               | Septi   |           | Qenti     |
| 3150 - 2920 a.C. | 2986 – 2976 a.C. |          | Anedjib      |              | Miebidos       | 26             | Niebaïs            | 19                 | Merbiap | Merbiapen | Merbiapen |
| 3150 - 2920 a.C. | 2976 – 2968 a.C. |          | Semerkhet    |              | Semêmpsés      | 18             | n.d.               | n.d.               | Semsu   |           | Semsem    |
| 3150 - 2920 a.C. | 2968 – 2900 a.C. |          | Qa'a         |              | Bieneches      | 26             | Ubientes           | 26                 | Kebh    | Kebh      | (Qe)beh   |
| 3150 - 2920 a.C. | 2900 – 2934 a.C. |          | Sneferka     |              |                |                |                    |                    |         |           |           |
| 3150 - 2920 a.C. | 2934 – 2920 a.C. |          | Ba           |              |                |                |                    |                    |         |           |           |

#### Dinastia II
| Periodo          | Regno                | Nome     | Nome                | Nome         | Nome           | Nome           | Nome               | Nome               | Liste    | Liste        | Liste        |
| Periodo          | Regno                | Immagine | Faraone             | Anni di vita | Sesto Africano | Sesto Africano | Eusebio di Cesarea | Eusebio di Cesarea | Abido    | Saqqara      | Torino       |
| ---------------- | -------------------- | -------- | ------------------- | ------------ | -------------- | -------------- | ------------------ | ------------------ | -------- | ------------ | ------------ |
| 2920 - 2700 a.C. | 2925 – 2910 a.C.     |          | Hotepsekhemwy       |              | Bochos         | 98             | Boethos            | 38                 | Bedjau   | Biunutje     | Baunetjer    |
| 2920 - 2700 a.C. | 2910 – 2896 a.C.     |          | Raneb               |              | Kaiekos        | 39             | Kaichoos           | 39                 | Kakau    | Kakau        | Kakau        |
| 2920 - 2700 a.C. | 2896 – 2853/2851     |          | Ninetjer            |              | Binotris       | 95             | Biophis            | 47                 | Banetjer | Banutjeren   | ..netjeren   |
| 2920 - 2700 a.C. | 2853/2851– 2762 a.C. |          | Ba                  |              |                |                |                    |                    |          |              |              |
| 2920 - 2700 a.C. | 2853/2851– 2762 a.C. |          | Ueneg               |              | Tlas           | 54             | Tlas               | 17                 | Wadjnas  | Wadjnas      | ..s          |
| 2920 - 2700 a.C. | 2853/2851– 2762 a.C. | Wadjenes |                     |              |                |                |                    |                    |          |              |              |
| 2920 - 2700 a.C. | 2853/2851– 2762 a.C. | Nubnefer |                     |              |                |                |                    |                    |          |              |              |
| 2920 - 2700 a.C. | 2853/2851– 2762 a.C. |          | Sened               |              | Sethenes       | Sendi          | Sendi              | Sened..            |          |              |              |
| 2920 - 2700 a.C. | 2853/2851– 2762 a.C. |          | Peribsen            |              | n.d.           | n.d.           | n.d.               | n.d.               |          | Neferkara    | Aaka         |
| 2920 - 2700 a.C. | 2853/2851– 2762 a.C. | ˁAka     |                     |              |                |                |                    |                    |          |              |              |
| 2920 - 2700 a.C. | 2853/2851– 2762 a.C. |          | Sekhemieb-Perenmaat |              | n.d.           | n.d.           | n.d.               | n.d.               |          | Neferkaseker | Neferkasokar |
| 2920 - 2700 a.C. | 2762 – 2737 a.C.     |          | Neferkara I         |              |                |                |                    |                    |          |              |              |
| 2920 - 2700 a.C. | 2737 – 2729 a.C.     |          | Neferkaseker        |              |                |                |                    |                    |          |              |              |
| 2920 - 2700 a.C. | 2729 a.C.            |          | Sa                  |              |                |                |                    |                    |          |              |              |
| 2920 - 2700 a.C. | 2729 – 2718 a.C.     |          | Hudjefa             |              | n.d.           | n.d.           | n.d.               | n.d.               |          | Hudjefa      | Hudfa        |
| 2920 - 2700 a.C. | 2718 – 2700 a.C.     |          | Khasekhemui         |              | n.d.           | n.d.           | n.d.               | n.d.               | Djadjay  | Beby         | Bebti        |

### Antico regno

#### Dinastia III
| Periodo          | Regno            | Nome     | Nome       | Nome         | Nome               | Nome           | Nome               | Nome               | Liste     | Liste       | Liste  |
| Periodo          | Regno            | Immagine | Faraone    | Anni di vita | Sesto Africano     | Sesto Africano | Eusebio di Cesarea | Eusebio di Cesarea | Abido     | Saqqara     | Torino |
| ---------------- | ---------------- | -------- | ---------- | ------------ | ------------------ | -------------- | ------------------ | ------------------ | --------- | ----------- | ------ |
| 2700 – 2530 a.C. | 2735 – 2715 a.C. |          | Sanakht    |              | Nebka              | n.d.           | assente            | n.d.               | Nebka     |             |        |
| 2700 – 2530 a.C. | 2715 – 2695 a.C. |          | Djoser     |              | Netjerykhet Djoser | n.d.           | Djoser             | n.d.               | Djoser-za | Djoser      |        |
| 2700 – 2530 a.C. | 2695 – 2660 a.C. |          | Sekhemkhet |              | Teti               | n.d.           | Djoserteti         | n.d.               | Teti      | Djoser-teti |        |
| 2700 – 2530 a.C. | 2660 – 2655 a.C. |          | Qahedjet   |              |                    |                |                    |                    |           |             |        |
| 2700 – 2530 a.C. | 2655 – 2650 a.C. |          | Khaba      |              | Sedjes             | n.d.           | Nebkare            | n.d.               | Sedjes    | Nebkara     |        |
| 2700 – 2530 a.C. | 2650 a.C.        |          | Nebkara    | 2650 a.C.    |                    |                |                    |                    |           |             |        |
| 2700 – 2530 a.C. | 2650 – 2630 a.C. |          | Huni       |              | Neferkara          | n.d.           | Huni               | n.d.               | Neferkara | Huni        |        |

#### Dinastia IV
| Periodo          | Regno            | Nome     | Nome       | Nome          | Nome           | Nome           | Nome               | Nome               | Liste      | Liste     | Liste  |
| Periodo          | Regno            | Immagine | Faraone    | Anni di vita  | Sesto Africano | Sesto Africano | Eusebio di Cesarea | Eusebio di Cesarea | Abido      | Saqqara   | Torino |
| ---------------- | ---------------- | -------- | ---------- | ------------- | -------------- | -------------- | ------------------ | ------------------ | ---------- | --------- | ------ |
| 2630 – 2510 a.C. | 2630 – 2609 a.C. |          | Snefru     | ? – 2609 a.C. | Sneferu        | Sneferu        | n.d.               | n.d.               | Nofru      | Snefru    |        |
| 2630 – 2510 a.C. | 2589 – 2566 a.C. |          | Cheope     |               | Khufu          | Khufu          | n.d.               | n.d.               | Khfu       | Khufu     |        |
| 2630 – 2510 a.C. | 2566 – 2558 a.C. |          | Djedefra   |               | Djedefre       | n.d.           | Djedefre           | n.d.               | Djedefra   | Djedefra  |        |
| 2630 – 2510 a.C. | 2558 – 2532 a.C. |          | Chefren    |               | Khafra         | n.d.           | Khafra             | n.d.               | Rakhaef    | Khafra    |        |
| 2630 – 2510 a.C. | 2532 – 2530 a.C. |          | Baka       |               |                |                |                    |                    |            |           |        |
| 2630 – 2510 a.C. | 2530 – 2512 a.C. |          | Micerino   |               | Menkaura       | n.d.           | Menkaure           | n.d.               | Menkaura   | Menkhaura |        |
| 2630 – 2510 a.C. | 2512 – 2510 a.C. |          | Shepseskaf | ? – 2510 a.C. | Shepseskaf     | n.d.           | n.d.               | n.d.               | Shepseskaf |           |        |
| 2630 – 2510 a.C. | 2510 a.C.        |          | Djedefptah | ? – 2510 a.C. |                |                |                    |                    |            |           |        |

#### Dinastia V
| Periodo          | Regno            | Nome     | Nome              | Nome          | Nome           | Nome           | Nome               | Nome               | Liste       | Liste       | Liste  |
| Periodo          | Regno            | Immagine | Faraone           | Anni di vita  | Sesto Africano | Sesto Africano | Eusebio di Cesarea | Eusebio di Cesarea | Abido       | Saqqara     | Torino |
| ---------------- | ---------------- | -------- | ----------------- | ------------- | -------------- | -------------- | ------------------ | ------------------ | ----------- | ----------- | ------ |
| 2510 – 2323 a.C. | 2510 – 2500 a.C. |          | Userkaf           | ? – 2500 a.C. | Userkaf        | n.d.           | Userkaf            | n.d.               | Userkaf     | Userkaf     |        |
| 2510 – 2323 a.C. | 2500 – 2490 a.C. |          | Sahura            | ? – 2490 a.C. | Sahure         | n.d.           | Sahure             | n.d.               | Sahura      | Sahura      |        |
| 2510 – 2323 a.C. | 2490 – 2480 a.C. |          | Neferirkara Kakai |               | Kakai          | n.d.           | Neferirkare        | n.d.               | Kakai       | Neferirkara |        |
| 2510 – 2323 a.C. | 2480 – 2473 a.C. |          | Shepseskara       |               | assente        | n.d.           | n.d.               | n.d.               | Shepseskare | Shepseskara |        |
| 2510 – 2323 a.C. | 2473 – 2460 a.C. |          | Neferefra         |               | Neferefre      | n.d.           | Khaneferre         | n.d.               | Neferefra   | Khaneferra  |        |
| 2510 – 2323 a.C. | 2460 – 2430 a.C. |          | Niuserra          |               | Nyuserre       | assente        | n.d.               | n.d.               | Niuserra    |             |        |
| 2510 – 2323 a.C. | 2430 – 2420 a.C. |          | Menkauhor         |               | Menkauhor      | n.d.           | Menkauhor          | n.d.               | Menkauhor   | Menkauhor   |        |
| 2510 – 2323 a.C. | 2420 – 2380 a.C. |          | Djedkara Isesi    |               | Djedkare       | n.d.           | Maatkare           | n.d.               | Djedkara    | Maatkara    |        |
| 2510 – 2323 a.C. | 2380 – 2350 a.C. |          | Unis              |               | Unis           | n.d.           | Unis               | n.d.               | Unis        | Unis        |        |

#### Dinastia VI
| Periodo          | Regno               | Nome     | Nome       | Nome             | Nome            | Nome           | Nome               | Nome               | Liste           | Liste     | Liste  |
| Periodo          | Regno               | Immagine | Faraone    | Anni di vita     | Sesto Africano  | Sesto Africano | Eusebio di Cesarea | Eusebio di Cesarea | Abido           | Saqqara   | Torino |
| ---------------- | ------------------- | -------- | ---------- | ---------------- | --------------- | -------------- | ------------------ | ------------------ | --------------- | --------- | ------ |
| 2340 – 2190 a.C. | 2340 – 2333 a.C.    |          | Teti       | ? – 2333 a.C.    | Teti            | n.d.           | Teti               | n.d.               | Teti            | Teti      |        |
| 2340 – 2190 a.C. | 2333 a.C.           |          | Userkara   | ? – 2333 a.C.    | Userkare        | n.d.           | assente            | n.d.               | Userkara        |           |        |
| 2340 – 2190 a.C. | 2333 – 2280 a.C.    |          | Pepi I     |                  | Meryre          | n.d.           | Pepi               | n.d.               | Meryra          | Piopi     |        |
| 2340 – 2190 a.C. | 2280 – 2273 a.C.    |          | Merenra I  |                  | Merenre         | n.d.           | Merenre            | n.d.               | Merenra         | Merenra   |        |
| 2340 – 2190 a.C. | 2273 – 2200 a.C.    |          | Pepi II    |                  | Neferkare       | n.d.           | Neferkare          | n.d.               | Neferkare       | Neferkara |        |
| 2340 – 2190 a.C. | c. 2200 a.C.        |          | Merenra II | ? – c. 2200 a.C. | Merenre Saemsaf | n.d.           | n.d.               | n.d.               | Merenra Saemsaf |           |        |
| 2340 – 2190 a.C. | c. 2200 – 2192 a.C. |          | Nitocris   | ? – 2192 a.C.?   | n.d.            | n.d.           | n.d.               | n.d.               |                 |           |        |
| 2340 – 2190 a.C. | 2191 – 2190 a.C.    |          | Neferka    | ? – 2190 a.C.    | n.d.            | n.d.           | n.d.               | n.d.               |                 |           |        |
| 2340 – 2190 a.C. | 2190 a.C.           |          | Nefer      | ? – 2190 a.C.    | n.d.            | n.d.           | n.d.               | n.d.               |                 |           |        |
| 2340 – 2190 a.C. | 2190 a.C.           |          | Ibi        | ? – 2190 a.C.    | n.d.            | n.d.           | n.d.               | n.d.               |                 |           |        |

### Primo periodo intermedio

#### Dinastia VIII
| Periodo          | Regno            | Nome     | Nome                 | Nome         | Nome           | Nome           | Nome               | Nome               | Liste | Liste   | Liste  |
| Periodo          | Regno            | Immagine | Faraone              | Anni di vita | Sesto Africano | Sesto Africano | Eusebio di Cesarea | Eusebio di Cesarea | Abido | Saqqara | Torino |
| ---------------- | ---------------- | -------- | -------------------- | ------------ | -------------- | -------------- | ------------------ | ------------------ | ----- | ------- | ------ |
| 2189 – 2140 a.C. | 2189 – 2140 a.C. |          | Netjerkara           | –            |                |                |                    |                    |       |         |        |
| 2189 – 2140 a.C. | 2189 – 2140 a.C. |          | Menkara              | –            |                |                |                    |                    |       |         |        |
| 2189 – 2140 a.C. | 2189 – 2140 a.C. |          | Neferkara II         | –            |                |                |                    |                    |       |         |        |
| 2189 – 2140 a.C. | 2189 – 2140 a.C. |          | Neferkara Nebi       | –            |                |                |                    |                    |       |         |        |
| 2189 – 2140 a.C. | 2189 – 2140 a.C. |          | Djedkara Shemai      | –            |                |                |                    |                    |       |         |        |
| 2189 – 2140 a.C. | 2189 – 2140 a.C. |          | Neferkara Khendu     | –            |                |                |                    |                    |       |         |        |
| 2189 – 2140 a.C. | 2189 – 2140 a.C. |          | Merenhor             | –            |                |                |                    |                    |       |         |        |
| 2189 – 2140 a.C. | 2189 – 2140 a.C. |          | Sneferka             | –            |                |                |                    |                    |       |         |        |
| 2189 – 2140 a.C. | 2189 – 2140 a.C. |          | Nekara               | –            |                |                |                    |                    |       |         |        |
| 2189 – 2140 a.C. | 2189 – 2140 a.C. |          | Neferkara Tereru     | –            |                |                |                    |                    |       |         |        |
| 2189 – 2140 a.C. | 2189 – 2140 a.C. |          | Neferkahor           | –            |                |                |                    |                    |       |         |        |
| 2189 – 2140 a.C. | 2189 – 2140 a.C. |          | Neferkara Pepiseneb  | –            |                |                |                    |                    |       |         |        |
| 2189 – 2140 a.C. | 2189 – 2140 a.C. |          | Sneferka Aanu        | –            |                |                |                    |                    |       |         |        |
| 2189 – 2140 a.C. | 2189 – 2140 a.C. |          | Kakaura              | –            |                |                |                    |                    |       |         |        |
| 2189 – 2140 a.C. | 2189 – 2140 a.C. |          | Neferkaura           | –            |                |                |                    |                    |       |         |        |
| 2189 – 2140 a.C. | 2189 – 2140 a.C. |          | Neferkauhor Khu Hepu | –            |                |                |                    |                    |       |         |        |
| 2189 – 2140 a.C. | 2189 – 2140 a.C. |          | Neferirkara          | –            |                |                |                    |                    |       |         |        |

#### Dinastia IX
| Periodo          | Regno            | Nome     | Nome          | Nome         | Nome           | Nome           | Nome               | Nome               | Liste | Liste   | Liste  |
| Periodo          | Regno            | Immagine | Faraone       | Anni di vita | Sesto Africano | Sesto Africano | Eusebio di Cesarea | Eusebio di Cesarea | Abido | Saqqara | Torino |
| ---------------- | ---------------- | -------- | ------------- | ------------ | -------------- | -------------- | ------------------ | ------------------ | ----- | ------- | ------ |
| 2140 – 2050 a.C. | 2140 – 2135 a.C. |          | Kheti I       |              |                |                |                    |                    |       |         |        |
| 2140 – 2050 a.C. | 2135 – 2125 a.C. |          | Neferkara III |              |                |                |                    |                    |       |         |        |
| 2140 – 2050 a.C. | 2125 – 2113 a.C. |          | Kheti II      |              |                |                |                    |                    |       |         |        |
| 2140 – 2050 a.C. | 2113 – 2103 a.C. |          | Senen...      |              |                |                |                    |                    |       |         |        |
| 2140 – 2050 a.C. | 2103 – 2085 a.C. |          | Kheti III     |              |                |                |                    |                    |       |         |        |
| 2140 – 2050 a.C. | 2085 – 2070 a.C. |          | Kheti IV      |              |                |                |                    |                    |       |         |        |
| 2140 – 2050 a.C. | 2070 – 2060 a.C. |          | Shed...       |              |                |                |                    |                    |       |         |        |
| 2140 – 2050 a.C. | 2060 – 2050 a.C. |          | H...          |              |                |                |                    |                    |       |         |        |

#### Dinastia X
| Periodo             | Regno            | Nome     | Nome          | Nome         | Nome           | Nome           | Nome               | Nome               | Liste | Liste   | Liste  |
| Periodo             | Regno            | Immagine | Faraone       | Anni di vita | Sesto Africano | Sesto Africano | Eusebio di Cesarea | Eusebio di Cesarea | Abido | Saqqara | Torino |
| ------------------- | ---------------- | -------- | ------------- | ------------ | -------------- | -------------- | ------------------ | ------------------ | ----- | ------- | ------ |
| 2050 – 2000 a.C.    | 2050 – 2036 a.C. |          | Kheti V       |              |                |                |                    |                    |       |         |        |
| 2050 – 2000 a.C.    | 2036 – 2034 a.C. |          | Meri...       |              |                |                |                    |                    |       |         |        |
| 2050 – 2000 a.C.    | 2034 – 2026 a.C. |          | Se...ra Kheti |              |                |                |                    |                    |       |         |        |
| 2050 – 2000 a.C.    | 2026 – 2018 a.C. |          | Kheti VI      |              |                |                |                    |                    |       |         |        |
| 2050 – 2000 a.C.    | 2018 – 2010 a.C. |          | Kheti VII     |              |                |                |                    |                    |       |         |        |
| 2050 – 2000 a.C.    | 2010 – 2000 a.C. |          | Merikara      |              |                |                |                    |                    |       |         |        |
| 2000 – c. 2160 a.C. | –                |          | –             | –            |                |                |                    |                    |       |         |        |
| 2000 – c. 2160 a.C. | –                |          | –             | –            |                |                |                    |                    |       |         |        |
| 2000 – c. 2160 a.C. | –                |          | –             | –            |                |                |                    |                    |       |         |        |

#### Dinastia XI
| Periodo          | Regno               | Nome     | Nome           | Nome         | Nome           | Nome           | Nome               | Nome               | Liste      | Liste      | Liste  |
| Periodo          | Regno               | Immagine | Faraone        | Anni di vita | Sesto Africano | Sesto Africano | Eusebio di Cesarea | Eusebio di Cesarea | Abido      | Saqqara    | Torino |
| ---------------- | ------------------- | -------- | -------------- | ------------ | -------------- | -------------- | ------------------ | ------------------ | ---------- | ---------- | ------ |
| 2160 – 1990 a.C. | c. 2160 – 2150 a.C. |          | Intef          |              |                |                |                    |                    |            |            |        |
| 2160 – 1990 a.C. | 2150 – 2130 a.C.    |          | Mentuhotep I   |              |                |                |                    |                    |            |            |        |
| 2160 – 1990 a.C. | 2130 – 2118 a.C.    |          | Antef I        |              |                |                |                    |                    |            |            |        |
| 2160 – 1990 a.C. | 2118 – 2069 a.C.    |          | Antef II       |              | n.d.           |                |                    |                    |            |            |        |
| 2160 – 1990 a.C. | 2069 – 2061 a.C.    |          | Antef III      |              | n.d.           |                |                    |                    |            |            |        |
| 2160 – 1990 a.C. | c. 2061 – 2010 a.C. |          | Mentuhotep II  |              | Nebhepetre     | n.d.           | n.d.               | n.d.               | Nebhepetra | Nebhepetra |        |
| 2160 – 1990 a.C. | 2010 – 1998 a.C.    |          | Mentuhotep III |              | Sankhkare      | n.d.           | n.d.               | n.d.               | Sankhkara  | Seankhkara |        |
| 2160 – 1990 a.C. | 1997 – 1990 a.C.    |          | Mentuhotep IV  |              | n.d.           | n.d.           | n.d.               | n.d.               | assente    |            |        |

### Medio regno

#### Dinastia XII
| Periodo          | Regno                 | Nome     | Nome          | Nome         | Nome           | Nome           | Nome               | Nome               | Liste       | Liste       | Liste  |
| Periodo          | Regno                 | Immagine | Faraone       | Anni di vita | Sesto Africano | Sesto Africano | Eusebio di Cesarea | Eusebio di Cesarea | Abido       | Saqqara     | Torino |
| ---------------- | --------------------- | -------- | ------------- | ------------ | -------------- | -------------- | ------------------ | ------------------ | ----------- | ----------- | ------ |
| 1990 – 1786 a.C. | 1990 – 1961a.C.       |          | Amenemhat I   |              | n.d.           | n.d.           | n.d.               | n.d.               | Sehetepibra | Sehetepibra |        |
| 1990 – 1786 a.C. | 1961 – 1915 a.C.      |          | Sesostri I    |              | Kheperkare     | n.d.           | n.d.               | n.d.               | Kheperkara  | Kheperkara  |        |
| 1990 – 1786 a.C. | 1915 – 1880 a.C.      |          | Amenemhat II  |              | Nebukaure      | n.d.           | n.d.               | n.d.               | Nebukaura   | Nebkaura    |        |
| 1990 – 1786 a.C. | 1880 – 1874 a.C.      |          | Sesostri II   |              | Khakeperre     | n.d.           | n.d.               | n.d.               | Khakeperra  | Khakeperra  |        |
| 1990 – 1786 a.C. | 1874 – 1829 a.C.      |          | Sesostri III  |              | Khakaure       | n.d.           | n.d.               | n.d.               | Khakaura    | Khakaura    |        |
| 1990 – 1786 a.C. | 1829 – 1799 a.C.      |          | Amenemhat III |              | Nemaatre       | n.d.           | n.d.               | n.d.               | Nemaatra    | Nemaatra    |        |
| 1990 – 1786 a.C. | 1799 – 1790 a.C.      |          | Amenemhat IV  |              | Maakherure     | n.d.           | Maakherure         | n.d.               | Maakherura  | Maakherura  |        |
| 1990 – 1786 a.C. | 1790/1789 – 1786 a.C. |          | Nefrusobek    |              | n.d.           | n.d.           | n.d.               | n.d.               |             | Sobekkare   |        |

#### Dinastia XIII
| Periodo                                              | Regno                      | Nome              | Nome              | Nome         | Nome           | Nome           | Nome               | Nome               | Liste                  | Liste                   | Liste        |
| Periodo                                              | Regno                      | Immagine          | Faraone           | Anni di vita | Sesto Africano | Sesto Africano | Eusebio di Cesarea | Eusebio di Cesarea | Abido                  | Saqqara                 | Torino       |
| ---------------------------------------------------- | -------------------------- | ----------------- | ----------------- | ------------ | -------------- | -------------- | ------------------ | ------------------ | ---------------------- | ----------------------- | ------------ |
| 1793 – (ufficialmente 1645 a.C.) metà XV secolo a.C. | c. 1793 – 1786 a.C.        |                   | Nerkara           |              |                |                |                    |                    |                        |                         |              |
| 1793 – (ufficialmente 1645 a.C.) metà XV secolo a.C. | 1786 – 1784 a.C.           |                   | Ugaf              |              |                |                |                    |                    |                        |                         |              |
| 1793 – (ufficialmente 1645 a.C.) metà XV secolo a.C. | 1784 – 1778 a.C.           |                   | Amenemhat-senebef |              |                |                |                    |                    | Hor Mehibtawy          |                         |              |
| 1793 – (ufficialmente 1645 a.C.) metà XV secolo a.C. | 1778 – c. 1777 a.C.        |                   | Khaibau           |              |                |                |                    |                    | Sechemrechuitaui       | Sechem-Re-chui-taui     |              |
| 1793 – (ufficialmente 1645 a.C.) metà XV secolo a.C. | c. 1777 – 1774 a.C.        |                   | Amenemhat V       |              |                |                |                    |                    |                        |                         |              |
| 1793 – (ufficialmente 1645 a.C.) metà XV secolo a.C. | 1774 – 1772 a.C.           |                   | Ameny Qemau       |              |                |                |                    |                    |                        | Ameny Aamu              |              |
| 1793 – (ufficialmente 1645 a.C.) metà XV secolo a.C. | 1772 – 1769 a.C.           |                   | Hetepibra         |              |                |                |                    |                    | Hetepibra              |                         |              |
| 1793 – (ufficialmente 1645 a.C.) metà XV secolo a.C. | 1769 – 1767 a.C.           |                   | Iufeni            |              |                |                |                    |                    |                        |                         |              |
| 1793 – (ufficialmente 1645 a.C.) metà XV secolo a.C. | 1767 – 1754 a.C.           |                   | Sankhibra VI      |              |                |                |                    |                    | Sankhibra Amenemhat    | Ameny-Antef-Amenemhat   |              |
| 1793 – (ufficialmente 1645 a.C.) metà XV secolo a.C. | 1754 – 1752 a.C.           |                   | Semenkara         |              |                |                |                    |                    |                        |                         |              |
| 1793 – (ufficialmente 1645 a.C.) metà XV secolo a.C. | 1752 – 1749 a.C.           |                   | ?                 |              |                |                |                    |                    |                        |                         |              |
| 1793 – (ufficialmente 1645 a.C.) metà XV secolo a.C. | 1749 – 1747 a.C.           |                   | Sehetepibra       |              |                |                |                    |                    |                        |                         |              |
| 1793 – (ufficialmente 1645 a.C.) metà XV secolo a.C. | 1747 – 1746 a.C.           |                   | Suadjkara         |              |                |                |                    |                    |                        |                         |              |
| 1793 – (ufficialmente 1645 a.C.) metà XV secolo a.C. | 1746 – 1741 a.C.           |                   | Nedjemibra        |              |                |                |                    |                    |                        |                         |              |
| 1793 – (ufficialmente 1645 a.C.) metà XV secolo a.C. | c. 1741 – 1739 a.C.        |                   | Sobekhotep I      |              |                |                |                    |                    |                        |                         |              |
| 1793 – (ufficialmente 1645 a.C.) metà XV secolo a.C. | c. 1739 a.C.               |                   | Renseneb          |              |                |                |                    |                    |                        |                         |              |
| 1793 – (ufficialmente 1645 a.C.) metà XV secolo a.C. | 1739 – 1737 a.C.           |                   | Hor I             |              |                |                |                    |                    | Hotepibtawy            | Auibra Hor              |              |
| 1793 – (ufficialmente 1645 a.C.) metà XV secolo a.C. | 1737 – 1732 a.C.           |                   | ?                 |              |                |                |                    |                    |                        |                         |              |
| 1793 – (ufficialmente 1645 a.C.) metà XV secolo a.C. | 1732 – 1730 a.C.           |                   | Sebekai           |              |                |                |                    |                    |                        |                         |              |
| 1793 – (ufficialmente 1645 a.C.) metà XV secolo a.C. | c. 1730 – 1723 a.C.        |                   | Amenemhat VII     |              |                |                |                    |                    | Heriteptawy            |                         |              |
| 1793 – (ufficialmente 1645 a.C.) metà XV secolo a.C. | 1723 – 1719 a.C.           |                   | Sobekhotep II     |              |                |                |                    |                    | Menekh...              | Sekhemra-Khutawy        |              |
| 1793 – (ufficialmente 1645 a.C.) metà XV secolo a.C. | 1719 – 1713 a.C.           |                   | Djedekheperu      |              |                |                |                    |                    | Djedekheperu           | Khendjer                |              |
| 1793 – (ufficialmente 1645 a.C.) metà XV secolo a.C. | 1713 – 1710 a.C.           |                   | Semenkhkara       |              |                |                |                    |                    |                        | Imiramesha              |              |
| 1793 – (ufficialmente 1645 a.C.) metà XV secolo a.C. | 1710 – 1707 a.C.           |                   | Antef IV          |              |                |                |                    |                    | Antef IV               | Sehetepkara Antef IV    |              |
| 1793 – (ufficialmente 1645 a.C.) metà XV secolo a.C. | 1707 – 1701 a.C.           |                   | ...ib-Seth        |              |                |                |                    |                    | ...ib-Seth             | Seth?                   |              |
| 1793 – (ufficialmente 1645 a.C.) metà XV secolo a.C. | 1701 – 1697 a.C.           |                   | Sobekhotep III    |              |                |                |                    |                    | Khutawy                |                         | Kiwati       |
| 1793 – (ufficialmente 1645 a.C.) metà XV secolo a.C. | 1697 – 1686 a.C.           |                   | Neferhotep I      |              | Khasekhemra    |                |                    |                    | Djeregtawy             | Khasekhemra             |              |
| 1793 – (ufficialmente 1645 a.C.) metà XV secolo a.C. | 1686 – 1685 a.C.           |                   | Sahathor          |              |                |                |                    |                    | Menuadjra              | Menuadjra Sahathor      |              |
| 1793 – (ufficialmente 1645 a.C.) metà XV secolo a.C. | 1685 – 1675 a.C.           |                   | Sobekhotep IV     |              |                |                |                    |                    | Ankhibtawy IV          |                         |              |
| 1793 – (ufficialmente 1645 a.C.) metà XV secolo a.C. | 1675 – 1671 a.C.           |                   | Sobekhotep V      |              | Sobekhotep V   |                |                    |                    |                        | Sobekhotep V            |              |
| 1793 – (ufficialmente 1645 a.C.) metà XV secolo a.C. | 1671 – 1661 a.C.           |                   | Wahibra           |              |                |                |                    |                    |                        |                         |              |
| 1793 – (ufficialmente 1645 a.C.) metà XV secolo a.C. | 1661 – 1648 a.C.           |                   | Merneferra        |              |                |                |                    |                    |                        |                         | Mernefferaah |
| 1793 – (ufficialmente 1645 a.C.) metà XV secolo a.C. | 1648 – 1646 a.C.           |                   | Mershepsesra      |              |                |                |                    |                    | Mershepsesra           |                         | Ini II       |
| 1793 – (ufficialmente 1645 a.C.) metà XV secolo a.C. | 1646 – 1644 a.C.           |                   | Sobekhotep VI     |              |                |                |                    |                    |                        |                         |              |
| 1793 – (ufficialmente 1645 a.C.) metà XV secolo a.C. | 1644 – 1641 a.C.           |                   | Seuadjtu          |              |                |                |                    |                    |                        |                         |              |
| 1793 – (ufficialmente 1645 a.C.) metà XV secolo a.C. | 1641 – 1638 a.C.           |                   | Neferhotep II     |              |                |                |                    |                    |                        |                         |              |
| 1793 – (ufficialmente 1645 a.C.) metà XV secolo a.C. | c. 1638 – 1633 a.C.        |                   | Hor II            |              |                |                |                    |                    |                        | Sewadjkara Hori         | Hori         |
| 1793 – (ufficialmente 1645 a.C.) metà XV secolo a.C. | 1633 – 1632 a.C.           |                   | Neferhotep III    |              |                |                |                    |                    |                        |                         |              |
| 1793 – (ufficialmente 1645 a.C.) metà XV secolo a.C. | 1632 – 1630 a.C.           |                   | Sobekhotep VII    |              |                |                |                    |                    |                        |                         |              |
| 1793 – (ufficialmente 1645 a.C.) metà XV secolo a.C. | 1630 – c. 1625 a.C.        |                   | Merut             |              |                |                |                    |                    |                        |                         |              |
| 1793 – (ufficialmente 1645 a.C.) metà XV secolo a.C. | 1630 – c. 1625 a.C.        | ?                 |                   |              |                |                |                    |                    |                        |                         |              |
| 1793 – (ufficialmente 1645 a.C.) metà XV secolo a.C. | c. 1625 a.C.               |                   | Sebkhotep?        |              |                |                |                    |                    |                        |                         |              |
| 1793 – (ufficialmente 1645 a.C.) metà XV secolo a.C. | 1625 – 1620 a.C.           |                   | Mer...re          |              |                |                |                    |                    |                        |                         |              |
| 1793 – (ufficialmente 1645 a.C.) metà XV secolo a.C. | c. 1620 – 1610 a.C.        |                   | Mentuhotep V      |              |                |                |                    |                    |                        |                         |              |
| 1793 – (ufficialmente 1645 a.C.) metà XV secolo a.C. | c. 1620 – 1610 a.C.        | Mentuhotep VI     |                   |              |                |                |                    |                    |                        |                         |              |
| 1793 – (ufficialmente 1645 a.C.) metà XV secolo a.C. | 1610 – 1608 a.C.           |                   | Dedumose I        |              |                |                |                    |                    |                        |                         | Demuso       |
| 1793 – (ufficialmente 1645 a.C.) metà XV secolo a.C. | 1608 – 1606 a.C.           |                   | Ibi II            |              |                |                |                    |                    |                        |                         |              |
| 1793 – (ufficialmente 1645 a.C.) metà XV secolo a.C. | 1606 – 1604 a.C.           |                   | Hor III           |              |                |                |                    |                    |                        |                         |              |
| 1793 – (ufficialmente 1645 a.C.) metà XV secolo a.C. | 1604 – 1602 a.C.           |                   | Se...kara         |              |                |                |                    |                    |                        |                         |              |
| 1793 – (ufficialmente 1645 a.C.) metà XV secolo a.C. | c. 1602 a.C.               |                   | Sawahenra         |              |                |                |                    |                    |                        |                         |              |
| 1793 – (ufficialmente 1645 a.C.) metà XV secolo a.C. | 1602 – 1597 a.C.           |                   | Abay              |              |                |                |                    |                    |                        |                         |              |
| 1793 – (ufficialmente 1645 a.C.) metà XV secolo a.C. | 1597 – 1595 a.C.           |                   | Dedumose II       |              |                |                |                    |                    |                        |                         |              |
| 1793 – (ufficialmente 1645 a.C.) metà XV secolo a.C. | 1595 – 1590 a.C.           |                   | Montuemsaf        |              |                |                |                    |                    | Djedankhara Montuemsaf |                         |              |
| 1793 – (ufficialmente 1645 a.C.) metà XV secolo a.C. | 1590 – 1582 a.C.           |                   | ...mosre          |              |                |                |                    |                    |                        |                         |              |
| 1793 – (ufficialmente 1645 a.C.) metà XV secolo a.C. | 1590 – 1582 a.C.           | Ibi ...maatre     |                   |              |                |                |                    |                    |                        |                         |              |
| 1793 – (ufficialmente 1645 a.C.) metà XV secolo a.C. | 1590 – 1582 a.C.           | Hor... ...webenre |                   |              |                |                |                    |                    |                        |                         |              |
| 1793 – (ufficialmente 1645 a.C.) metà XV secolo a.C. | 1582 – 1580 a.C.           |                   | Sekhaenra I       |              |                |                |                    |                    |                        |                         |              |
| 1793 – (ufficialmente 1645 a.C.) metà XV secolo a.C. | 1580 – 1678 a.C.           |                   | Sakara            |              |                |                |                    |                    |                        |                         |              |
| 1793 – (ufficialmente 1645 a.C.) metà XV secolo a.C. | 1578 – 1676 a.C.           |                   | Swadjtawy         |              |                |                |                    |                    | Swadjtawy              |                         |              |
| 1793 – (ufficialmente 1645 a.C.) metà XV secolo a.C. | 1576 – 1574 a.C.           |                   | Merkheperra       |              |                |                |                    |                    |                        |                         |              |
| 1793 – (ufficialmente 1645 a.C.) metà XV secolo a.C. | 1574 – 1570 a.C.           |                   | Merkara           |              |                |                |                    |                    | Heti IV                |                         | Heti         |
| 1793 – (ufficialmente 1645 a.C.) metà XV secolo a.C. | 1570 – metà XV secolo a.C. |                   | Usermontu         |              |                |                |                    |                    |                        |                         |              |
| 1793 – (ufficialmente 1645 a.C.) metà XV secolo a.C. | 1570 – metà XV secolo a.C. | Sobekhotep VIII   |                   |              |                |                |                    |                    |                        |                         |              |
| 1793 – (ufficialmente 1645 a.C.) metà XV secolo a.C. | 1570 – metà XV secolo a.C. | ...re             |                   |              |                |                |                    |                    |                        |                         |              |
| 1793 – (ufficialmente 1645 a.C.) metà XV secolo a.C. | 1570 – metà XV secolo a.C. | Se...enre         |                   |              |                |                |                    |                    |                        |                         |              |
| 1793 – (ufficialmente 1645 a.C.) metà XV secolo a.C. | 1570 – metà XV secolo a.C. | Ini II            |                   |              |                |                |                    |                    |                        |                         |              |
| 1793 – (ufficialmente 1645 a.C.) metà XV secolo a.C. | 1570 – metà XV secolo a.C. | Sobekhotep IX     |                   |              |                |                |                    |                    |                        |                         |              |
| 1793 – (ufficialmente 1645 a.C.) metà XV secolo a.C. | 1570 – metà XV secolo a.C. | Upuautemsaf       |                   |              |                |                |                    |                    |                        |                         |              |
| 1793 – (ufficialmente 1645 a.C.) metà XV secolo a.C. | 1570 – metà XV secolo a.C. | Meritaui          |                   |              |                |                |                    |                    |                        |                         |              |
| 1793 – (ufficialmente 1645 a.C.) metà XV secolo a.C. | 1570 – metà XV secolo a.C. | Sebekai II        |                   |              |                |                |                    |                    |                        |                         |              |
| 1793 – (ufficialmente 1645 a.C.) metà XV secolo a.C. | 1570 – metà XV secolo a.C. | Huiiker           |                   |              |                |                |                    |                    |                        |                         |              |
| 1793 – (ufficialmente 1645 a.C.) metà XV secolo a.C. | 1570 – metà XV secolo a.C. | Sankhptah         |                   |              |                |                |                    |                    |                        |                         |              |
| 1793 – (ufficialmente 1645 a.C.) metà XV secolo a.C. | 1570 – metà XV secolo a.C. | Sakara II         |                   |              |                |                |                    |                    |                        |                         |              |
| 1793 – (ufficialmente 1645 a.C.) metà XV secolo a.C. | 1570 – metà XV secolo a.C. |                   | Pentini           |              |                |                |                    |                    |                        | Sehemra-huitaui Pentini | Pantdjeni    |

#### Dinastia XIV
| Periodo          | Regno            | Nome              | Nome              | Nome         | Nome           | Nome           | Nome               | Nome               | Liste | Liste   | Liste  |
| Periodo          | Regno            | Immagine          | Faraone           | Anni di vita | Sesto Africano | Sesto Africano | Eusebio di Cesarea | Eusebio di Cesarea | Abido | Saqqara | Torino |
| ---------------- | ---------------- | ----------------- | ----------------- | ------------ | -------------- | -------------- | ------------------ | ------------------ | ----- | ------- | ------ |
|                  | 1786 – 1761 a.C. |                   | Sekhaenra Yakebmu |              |                |                |                    |                    |       |         |        |
| 1786 – 1580 a.C. | 1761 – 1758 a.C. |                   | Nehesi            |              |                |                |                    |                    |       |         |        |
| 1786 – 1580 a.C. | 1758 – 1748 a.C. |                   | Nebuserra         |              |                |                |                    |                    |       |         |        |
| 1786 – 1580 a.C. | 1748 – 1738 a.C. |                   | Keur              |              |                |                |                    |                    |       |         |        |
| 1786 – 1580 a.C. | 1738 – 1725 a.C. |                   | Aahotepra         |              |                |                |                    |                    |       |         |        |
| 1786 – 1580 a.C. | 1725 – 1580 a.C. |                   | Khatyra           |              |                |                |                    |                    |       |         |        |
| 1786 – 1580 a.C. | 1725 – 1580 a.C. | Nebfaura          |                   |              |                |                |                    |                    |       |         |        |
| 1786 – 1580 a.C. | 1725 – 1580 a.C. | Sehebra           |                   |              |                |                |                    |                    |       |         |        |
| 1786 – 1580 a.C. | 1725 – 1580 a.C. | Merdjefara        |                   |              |                |                |                    |                    |       |         |        |
| 1786 – 1580 a.C. | 1725 – 1580 a.C. | Sewadjkara II     |                   |              |                |                |                    |                    |       |         |        |
| 1786 – 1580 a.C. | 1725 – 1580 a.C. | Nebdjefara        |                   |              |                |                |                    |                    |       |         |        |
| 1786 – 1580 a.C. | 1725 – 1580 a.C. | Uebenra           |                   |              |                |                |                    |                    |       |         |        |
| 1786 – 1580 a.C. | 1725 – 1580 a.C. | ?                 |                   |              |                |                |                    |                    |       |         |        |
| 1786 – 1580 a.C. | 1725 – 1580 a.C. | ?                 |                   |              |                |                |                    |                    |       |         |        |
| 1786 – 1580 a.C. | 1725 – 1580 a.C. | ...uebenra        |                   |              |                |                |                    |                    |       |         |        |
| 1786 – 1580 a.C. | 1725 – 1580 a.C. | Autibra           |                   |              |                |                |                    |                    |       |         |        |
| 1786 – 1580 a.C. | 1725 – 1580 a.C. | Heribra           |                   |              |                |                |                    |                    |       |         |        |
| 1786 – 1580 a.C. | 1725 – 1580 a.C. | Nebsenra          |                   |              |                |                |                    |                    |       |         |        |
| 1786 – 1580 a.C. | 1725 – 1580 a.C. | ?                 |                   |              |                |                |                    |                    |       |         |        |
| 1786 – 1580 a.C. | 1725 – 1580 a.C. | Sekheperenra      |                   |              |                |                |                    |                    |       |         |        |
| 1786 – 1580 a.C. | 1725 – 1580 a.C. | Djedkherura       |                   |              |                |                |                    |                    |       |         |        |
| 1786 – 1580 a.C. | 1725 – 1580 a.C. | Seankhibra        |                   |              |                |                |                    |                    |       |         |        |
| 1786 – 1580 a.C. | 1725 – 1580 a.C. | Nefertemra        |                   |              |                |                |                    |                    |       |         |        |
| 1786 – 1580 a.C. | 1725 – 1580 a.C. | Sekhem...ra       |                   |              |                |                |                    |                    |       |         |        |
| 1786 – 1580 a.C. | 1725 – 1580 a.C. | Kakemutra         |                   |              |                |                |                    |                    |       |         |        |
| 1786 – 1580 a.C. | 1725 – 1580 a.C. | Neferibra         |                   |              |                |                |                    |                    |       |         |        |
| 1786 – 1580 a.C. | 1725 – 1580 a.C. | I...ra            |                   |              |                |                |                    |                    |       |         |        |
| 1786 – 1580 a.C. | 1725 – 1580 a.C. | Kha...ra          |                   |              |                |                |                    |                    |       |         |        |
| 1786 – 1580 a.C. | 1725 – 1580 a.C. | Aakara            |                   |              |                |                |                    |                    |       |         |        |
| 1786 – 1580 a.C. | 1725 – 1580 a.C. | Semen...ra        |                   |              |                |                |                    |                    |       |         |        |
| 1786 – 1580 a.C. | 1725 – 1580 a.C. | Djed...ra         |                   |              |                |                |                    |                    |       |         |        |
| 1786 – 1580 a.C. | 1725 – 1580 a.C. | ?                 |                   |              |                |                |                    |                    |       |         |        |
| 1786 – 1580 a.C. | 1725 – 1580 a.C. | ?                 |                   |              |                |                |                    |                    |       |         |        |
| 1786 – 1580 a.C. | 1725 – 1580 a.C. | ?                 |                   |              |                |                |                    |                    |       |         |        |
| 1786 – 1580 a.C. | 1725 – 1580 a.C. | ?                 |                   |              |                |                |                    |                    |       |         |        |
| 1786 – 1580 a.C. | 1725 – 1580 a.C. | ?                 |                   |              |                |                |                    |                    |       |         |        |
| 1786 – 1580 a.C. | 1725 – 1580 a.C. | ?                 |                   |              |                |                |                    |                    |       |         |        |
| 1786 – 1580 a.C. | 1725 – 1580 a.C. | Senefer...ra      |                   |              |                |                |                    |                    |       |         |        |
| 1786 – 1580 a.C. | 1725 – 1580 a.C. | Men...ra          |                   |              |                |                |                    |                    |       |         |        |
| 1786 – 1580 a.C. | 1725 – 1580 a.C. | Djed...           |                   |              |                |                |                    |                    |       |         |        |
| 1786 – 1580 a.C. | 1725 – 1580 a.C. | ?                 |                   |              |                |                |                    |                    |       |         |        |
| 1786 – 1580 a.C. | 1725 – 1580 a.C. | ?                 |                   |              |                |                |                    |                    |       |         |        |
| 1786 – 1580 a.C. | 1725 – 1580 a.C. | ?                 |                   |              |                |                |                    |                    |       |         |        |
| 1786 – 1580 a.C. | 1725 – 1580 a.C. | ?                 |                   |              |                |                |                    |                    |       |         |        |
| 1786 – 1580 a.C. | 1725 – 1580 a.C. | Inek...           |                   |              |                |                |                    |                    |       |         |        |
| 1786 – 1580 a.C. | 1725 – 1580 a.C. | Ineb...           |                   |              |                |                |                    |                    |       |         |        |
| 1786 – 1580 a.C. | 1725 – 1580 a.C. | Apepi             |                   |              |                |                |                    |                    |       |         |        |
| 1786 – 1580 a.C. | 1725 – 1580 a.C. | Hab               |                   |              |                |                |                    |                    |       |         |        |
| 1786 – 1580 a.C. | 1725 – 1580 a.C. | ...sa...          |                   |              |                |                |                    |                    |       |         |        |
| 1786 – 1580 a.C. | 1725 – 1580 a.C. | Hepu              |                   |              |                |                |                    |                    |       |         |        |
| 1786 – 1580 a.C. | 1725 – 1580 a.C. | Shemsu            |                   |              |                |                |                    |                    |       |         |        |
| 1786 – 1580 a.C. | 1725 – 1580 a.C. | Meni...           |                   |              |                |                |                    |                    |       |         |        |
| 1786 – 1580 a.C. | 1725 – 1580 a.C. | Werka...          |                   |              |                |                |                    |                    |       |         |        |
| 1786 – 1580 a.C. | 1725 – 1580 a.C. | ?                 |                   |              |                |                |                    |                    |       |         |        |
| 1786 – 1580 a.C. | 1725 – 1580 a.C. | ?                 |                   |              |                |                |                    |                    |       |         |        |
| 1786 – 1580 a.C. | 1725 – 1580 a.C. | ...ka I           |                   |              |                |                |                    |                    |       |         |        |
| 1786 – 1580 a.C. | 1725 – 1580 a.C. | ...ka II          |                   |              |                |                |                    |                    |       |         |        |
| 1786 – 1580 a.C. | 1725 – 1580 a.C. | ?                 |                   |              |                |                |                    |                    |       |         |        |
| 1786 – 1580 a.C. | 1725 – 1580 a.C. | ...ren Hepu       |                   |              |                |                |                    |                    |       |         |        |
| 1786 – 1580 a.C. | 1725 – 1580 a.C. | ...ka Nebnanati   |                   |              |                |                |                    |                    |       |         |        |
| 1786 – 1580 a.C. | 1725 – 1580 a.C. | ...ka Bebenem     |                   |              |                |                |                    |                    |       |         |        |
| 1786 – 1580 a.C. | 1725 – 1580 a.C. | ?                 |                   |              |                |                |                    |                    |       |         |        |
| 1786 – 1580 a.C. | 1725 – 1580 a.C. | I...              |                   |              |                |                |                    |                    |       |         |        |
| 1786 – 1580 a.C. | 1725 – 1580 a.C. | Seth...           |                   |              |                |                |                    |                    |       |         |        |
| 1786 – 1580 a.C. | 1725 – 1580 a.C. | Sunu...           |                   |              |                |                |                    |                    |       |         |        |
| 1786 – 1580 a.C. | 1725 – 1580 a.C. | Hor...            |                   |              |                |                |                    |                    |       |         |        |
| 1786 – 1580 a.C. | 1725 – 1580 a.C. | ?                 |                   |              |                |                |                    |                    |       |         |        |
| 1786 – 1580 a.C. | 1725 – 1580 a.C. | ?                 |                   |              |                |                |                    |                    |       |         |        |
| 1786 – 1580 a.C. | 1725 – 1580 a.C. | Nib...            |                   |              |                |                |                    |                    |       |         |        |
| 1786 – 1580 a.C. | 1725 – 1580 a.C. | Mer?en?...        |                   |              |                |                |                    |                    |       |         |        |
| 1786 – 1580 a.C. | 1725 – 1580 a.C. | Penensetensetep   |                   |              |                |                |                    |                    |       |         |        |
| 1786 – 1580 a.C. | 1725 – 1580 a.C. | Kheretheb Shepesu |                   |              |                |                |                    |                    |       |         |        |
| 1786 – 1580 a.C. | 1725 – 1580 a.C. | Khut?hemet...     |                   |              |                |                |                    |                    |       |         |        |
| 1786 – 1580 a.C. | 1725 – 1580 a.C. | ?                 |                   |              |                |                |                    |                    |       |         |        |

### Secondo periodo intermedio

#### Dinastia XV
| Periodo          | Regno               | Nome     | Nome               | Nome         | Nome           | Nome           | Nome               | Nome               | Liste   | Liste   | Liste   |
| Periodo          | Regno               | Immagine | Faraone            | Anni di vita | Sesto Africano | Sesto Africano | Eusebio di Cesarea | Eusebio di Cesarea | Abido   | Saqqara | Torino  |
| ---------------- | ------------------- | -------- | ------------------ | ------------ | -------------- | -------------- | ------------------ | ------------------ | ------- | ------- | ------- |
| 1650 – 1503 a.C. | c. 1650 – 1631 a.C. |          | Salitis            |              | Saites         | 19             |                    |                    | assente | assente |         |
| 1650 – 1503 a.C. | 1631 – 1612 a.C.    |          | Bnon?              |              |                |                |                    |                    | assente | assente |         |
| 1650 – 1503 a.C. | 1631 – 1612 a.C.    | Sheshi   |                    |              |                |                |                    |                    | assente | assente |         |
| 1650 – 1503 a.C. | 1612 a.C.           |          | Seker-her          |              |                |                |                    |                    | assente | assente |         |
| 1650 – 1503 a.C. | 1612 – 1602 a.C.    |          | Meruserra Jacobher |              |                |                |                    |                    | assente | assente |         |
| 1650 – 1503 a.C. | 1602 – 1594 a.C.    |          | Apacnan            |              |                |                |                    |                    | assente | assente |         |
| 1650 – 1503 a.C. | 1594 – 1583 a.C.    |          | Khayan             |              |                |                |                    |                    | assente | assente |         |
| 1650 – 1503 a.C. | 1583 – 1522 a.C.    |          | Ipepi              |              | Apophis        | 61             |                    |                    | assente | assente |         |
| 1650 – 1503 a.C. | 1522 – 1513 a.C.    |          | Ipepi II(?)        |              |                |                |                    |                    | assente | assente |         |
| 1650 – 1503 a.C. | 1513 – 1503 a.C.    |          | Khamudi            |              |                |                |                    |                    | assente | assente | Khamudi |

#### Dinastia di Abido
| Periodo             | Regno | Nome          | Nome               | Nome         | Nome           | Nome           | Nome               | Nome               | Liste | Liste   | Liste  |
| Periodo             | Regno | Immagine      | Faraone            | Anni di vita | Sesto Africano | Sesto Africano | Eusebio di Cesarea | Eusebio di Cesarea | Abido | Saqqara | Torino |
| ------------------- | ----- | ------------- | ------------------ | ------------ | -------------- | -------------- | ------------------ | ------------------ | ----- | ------- | ------ |
| c. 1650 – 1600 a.C. |       |               | Sekhemra Neferkhau |              |                |                |                    |                    |       |         |        |
| c. 1650 – 1600 a.C. |       | Woser...re I  |                    |              |                |                |                    |                    |       |         |        |
| c. 1650 – 1600 a.C. |       | Woser...re II |                    |              |                |                |                    |                    |       |         |        |
| c. 1650 – 1600 a.C. |       | Pentini       |                    |              |                |                |                    |                    |       |         |        |
| c. 1650 – 1600 a.C. |       | ?             |                    |              |                |                |                    |                    |       |         |        |
| c. 1650 – 1600 a.C. |       | ?             |                    |              |                |                |                    |                    |       |         |        |
| c. 1650 – 1600 a.C. |       | ?             |                    |              |                |                |                    |                    |       |         |        |
| c. 1650 – 1600 a.C. |       | ?             |                    |              |                |                |                    |                    |       |         |        |
| c. 1650 – 1600 a.C. |       | ?             |                    |              |                |                |                    |                    |       |         |        |
| c. 1650 – 1600 a.C. |       | ?             |                    |              |                |                |                    |                    |       |         |        |
| c. 1650 – 1600 a.C. |       | ?             |                    |              |                |                |                    |                    |       |         |        |
| c. 1650 – 1600 a.C. |       | ?             |                    |              |                |                |                    |                    |       |         |        |
| c. 1650 – 1600 a.C. |       | ...hebre      |                    |              |                |                |                    |                    |       |         |        |
| c. 1650 – 1600 a.C. |       | Snaaib        |                    |              |                |                |                    |                    |       |         |        |
| c. 1650 – 1600 a.C. |       | Seneb Kay     |                    |              |                |                |                    |                    |       |         |        |
| c. 1650 – 1600 a.C. |       | ?             |                    |              |                |                |                    |                    |       |         |        |
| c. 1650 – 1600 a.C. |       | ?             |                    |              |                |                |                    |                    |       |         |        |
| c. 1650 – 1600 a.C. |       | ?             |                    |              |                |                |                    |                    |       |         |        |
| c. 1650 – 1600 a.C. |       | ...uebenra    |                    |              |                |                |                    |                    |       |         |        |
| c. 1650 – 1600 a.C. |       | Khuiqer       |                    |              |                |                |                    |                    |       |         |        |

#### Dinastia XVI
| Periodo          | Regno               | Nome              | Nome    | Nome         | Nome           | Nome           | Nome               | Nome               | Liste | Liste   | Liste  |
| Periodo          | Regno               | Immagine          | Faraone | Anni di vita | Sesto Africano | Sesto Africano | Eusebio di Cesarea | Eusebio di Cesarea | Abido | Saqqara | Torino |
| ---------------- | ------------------- | ----------------- | ------- | ------------ | -------------- | -------------- | ------------------ | ------------------ | ----- | ------- | ------ |
| 1781 – 1550 a.C. | c. 1781 – 1767 a.C. |                   | ?       |              |                |                |                    |                    |       |         |        |
| 1781 – 1550 a.C. | 1767 – c. 1550 a.C. |                   | Anater  |              |                |                |                    |                    |       |         |        |
| 1781 – 1550 a.C. | 1767 – c. 1550 a.C. | Aperanat          |         |              |                |                |                    |                    |       |         |        |
| 1781 – 1550 a.C. | 1767 – c. 1550 a.C. | Semqen            |         |              |                |                |                    |                    |       |         |        |
| 1781 – 1550 a.C. | 1767 – c. 1550 a.C. | Ipepi             |         |              |                |                |                    |                    |       |         |        |
| 1781 – 1550 a.C. | 1767 – c. 1550 a.C. | Sheshi (?)        |         |              |                |                |                    |                    |       |         |        |
| 1781 – 1550 a.C. | 1767 – c. 1550 a.C. | Meruserra?        |         |              |                |                |                    |                    |       |         |        |
| 1781 – 1550 a.C. | 1767 – c. 1550 a.C. | Ya'ammu Nebuserra |         |              |                |                |                    |                    |       |         |        |
| 1781 – 1550 a.C. | 1767 – c. 1550 a.C. | Yoam              |         |              |                |                |                    |                    |       |         |        |
| 1781 – 1550 a.C. | 1767 – c. 1550 a.C. | Amu               |         |              |                |                |                    |                    |       |         |        |
| 1781 – 1550 a.C. | 1767 – c. 1550 a.C. | Seneferankhra     |         |              |                |                |                    |                    |       |         |        |
| 1781 – 1550 a.C. | 1767 – c. 1550 a.C. | Hepu              |         |              |                |                |                    |                    |       |         |        |
| 1781 – 1550 a.C. | 1767 – c. 1550 a.C. | Anati             |         |              |                |                |                    |                    |       |         |        |
| 1781 – 1550 a.C. | 1767 – c. 1550 a.C. | Nebmaatra         |         |              |                |                |                    |                    |       |         |        |
| 1781 – 1550 a.C. | 1767 – c. 1550 a.C. | Aahotepra         |         |              |                |                |                    |                    |       |         |        |
| 1781 – 1550 a.C. | 1767 – c. 1550 a.C. | Anetrire          |         |              |                |                |                    |                    |       |         |        |
| 1781 – 1550 a.C. | 1767 – c. 1550 a.C. | Meribra           |         |              |                |                |                    |                    |       |         |        |
| 1781 – 1550 a.C. | 1767 – c. 1550 a.C. | Nubankhre         |         |              |                |                |                    |                    |       |         |        |
| 1781 – 1550 a.C. | 1767 – c. 1550 a.C. | Nikara            |         |              |                |                |                    |                    |       |         |        |
| 1781 – 1550 a.C. | 1767 – c. 1550 a.C. | ...kare I         |         |              |                |                |                    |                    |       |         |        |
| 1781 – 1550 a.C. | 1767 – c. 1550 a.C. | ...kare II        |         |              |                |                |                    |                    |       |         |        |
| 1781 – 1550 a.C. | 1767 – c. 1550 a.C. | ...kare III       |         |              |                |                |                    |                    |       |         |        |
| 1781 – 1550 a.C. | 1767 – c. 1550 a.C. | Sharek            |         |              |                |                |                    |                    |       |         |        |
| 1781 – 1550 a.C. | 1767 – c. 1550 a.C. | Wadji             |         |              |                |                |                    |                    |       |         |        |
| 1781 – 1550 a.C. | 1767 – c. 1550 a.C. | Keur              |         |              |                |                |                    |                    |       |         |        |
| 1781 – 1550 a.C. | 1767 – c. 1550 a.C. | Chenes            |         |              |                |                |                    |                    |       |         |        |
| 1781 – 1550 a.C. | 1767 – c. 1550 a.C. | Inek              |         |              |                |                |                    |                    |       |         |        |
| 1781 – 1550 a.C. | 1767 – c. 1550 a.C. | 'A...             |         |              |                |                |                    |                    |       |         |        |
| 1781 – 1550 a.C. | 1767 – c. 1550 a.C. | Ipepi             |         |              |                |                |                    |                    |       |         |        |
| 1781 – 1550 a.C. | 1767 – c. 1550 a.C. | Hibe              |         |              |                |                |                    |                    |       |         |        |
| 1781 – 1550 a.C. | 1767 – c. 1550 a.C. | Aped              |         |              |                |                |                    |                    |       |         |        |
| 1781 – 1550 a.C. | 1767 – c. 1550 a.C. | Hapi              |         |              |                |                |                    |                    |       |         |        |
| 1781 – 1550 a.C. | 1767 – c. 1550 a.C. | ?                 |         |              |                |                |                    |                    |       |         |        |
| 1781 – 1550 a.C. | 1767 – c. 1550 a.C. | Sekhemre Seduaset |         |              |                |                |                    |                    |       |         |        |

#### Dinastia XVII
| Periodo          | Regno                    | Nome     | Nome               | Nome         | Nome           | Nome           | Nome               | Nome               | Liste | Liste   | Liste  |
| Periodo          | Regno                    | Immagine | Faraone            | Anni di vita | Sesto Africano | Sesto Africano | Eusebio di Cesarea | Eusebio di Cesarea | Abido | Saqqara | Torino |
| ---------------- | ------------------------ | -------- | ------------------ | ------------ | -------------- | -------------- | ------------------ | ------------------ | ----- | ------- | ------ |
| 1710 – 1550 a.C. | c. 1650 – 1649 a.C.      |          | Djeuti             |              |                |                |                    |                    |       |         |        |
| 1710 – 1550 a.C. | 1649 – 1632 a.C.         |          | ?                  |              |                |                |                    |                    |       |         |        |
| 1710 – 1550 a.C. | 1632 – 1631 a.C.         |          | Mentuhotep VII     |              |                |                |                    |                    |       |         |        |
| 1710 – 1550 a.C. | 1631 – 1622 a.C.         |          | Nebirau I          |              |                |                |                    |                    |       |         |        |
| 1710 – 1550 a.C. | 1622 – 1619 a.C.         |          | Rahotep            |              |                |                |                    |                    |       |         |        |
| 1710 – 1550 a.C. | 1619 – 1603 a.C.         |          | Sobekemsaf I       |              |                |                |                    |                    |       |         |        |
| 1710 – 1550 a.C. | 1603 – 1601 a.C.         |          | Semenenra          |              |                |                |                    |                    |       |         |        |
| 1710 – 1550 a.C. | 1601 a.C.                |          | Nebirau II         |              |                |                |                    |                    |       |         |        |
| 1710 – 1550 a.C. | 1601 (1603?) – 1593 a.C. |          | Initef VI          |              |                |                |                    |                    |       |         |        |
| 1710 – 1550 a.C. | 1593 – 1588 a.C.         |          | Initef VII         |              |                |                |                    |                    |       |         |        |
| 1710 – 1550 a.C. | 1588 – 1584 a.C.         |          | Senekhtenra Ahmose |              |                |                |                    |                    |       |         |        |
| 1710 – 1550 a.C. | 1584 – 1582 a.C.         |          | Seqenenra Ta'o     |              |                |                |                    |                    |       |         |        |
| 1710 – 1550 a.C. | 1582 – 1570 a.C.         |          | Bebankh            |              |                |                |                    |                    |       |         |        |
| 1710 – 1550 a.C. | 1570 – 1555 a.C.         |          | Sobekemsaf II      |              |                |                |                    |                    |       |         |        |
| 1710 – 1550 a.C. | 1555 – 1550 a.C.         |          | Kamose             |              |                |                |                    |                    |       |         |        |

### Nuovo Regno

#### Dinastia XVIII
| Periodo             | Regno            | Nome     | Nome         | Nome         | Nome             | Nome           | Nome               | Nome               | Liste                     | Liste                     | Liste  |
| Periodo             | Regno            | Immagine | Faraone      | Anni di vita | Sesto Africano   | Sesto Africano | Eusebio di Cesarea | Eusebio di Cesarea | Abido                     | Saqqara                   | Torino |
| ------------------- | ---------------- | -------- | ------------ | ------------ | ---------------- | -------------- | ------------------ | ------------------ | ------------------------- | ------------------------- | ------ |
| c. 1550 – 1291 a.C. | 1550 – 1525 a.C. |          | Ahmose I     |              | Amos             | 25             | Amosis             | 25                 | Ahmose                    | Ahmose                    |        |
| c. 1550 – 1291 a.C. | 1525 – 1504 a.C. |          | Amenofi I    |              | Amenophitis      | 20             | Ammenophis         | 21                 | Djeserkare                | Djeserkara                |        |
| c. 1550 – 1291 a.C. | 1504 – 1492 a.C. |          | Thutmose I   |              | Amos             | 13             | Amosis             | 12                 | Aakheperkara              | Aakheperkara              |        |
| c. 1550 – 1291 a.C. | 1492 – 1479 a.C. |          | Thutmose II  |              | Chebros          | 18             | Chebron            | 18                 | Aakheperenra              | Aakheperenra              |        |
| c. 1550 – 1291 a.C. | 1479 – 1458 a.C. |          | Hatshepsut   |              | Amessis          | 21             | Amensis            | 22                 | assente                   | assente                   |        |
| c. 1550 – 1291 a.C. | 1479 – 1425 a.C. |          | Thutmose III |              | Misaphris        | 13             | Memphres           | 13                 | Menkheperra               | Menkheperra               |        |
| c. 1550 – 1291 a.C. | 1428 – 1397 a.C. |          | Amenofi II   |              | Misphragmuthosis | 26             | Misphragmuthosis   | 26                 | Aakheperura               | Aakheperura               |        |
| c. 1550 – 1291 a.C. | 1397 – 1387 a.C. |          | Thutmose IV  |              | Tuthmosis        | 9              | Tuthmosis          | 9                  | Menkheperura              | Menkheperura              |        |
| c. 1550 – 1291 a.C. | 1387 – 1350 a.C. |          | Amenofi III  |              | Amenophis        | 31             | Amenophis          | 31                 | Nebmaatra                 | Nebmaatra                 |        |
| c. 1550 – 1291 a.C. | 1350 – 1333 a.C. |          | Ekhnaton     |              | Onos             | 32             | Onos               | 36                 | assente                   | assente                   |        |
| c. 1550 – 1291 a.C. | 1335 – 1333 a.C. |          | Smenkhara    |              | Acherres         | 12             | Achencherses       | 12                 | assente                   | assente                   |        |
| c. 1550 – 1291 a.C. | 1333 – 1323 a.C. |          | Tutankhamon  |              | Rathos           | 6              | assente            | assente            | assente                   | assente                   |        |
| c. 1550 – 1291 a.C. | 1323 – 1319 a.C. |          | Ay           |              | Acherres         | 12             | Cherres            | 15                 | assente                   | assente                   |        |
| c. 1550 – 1291 a.C. | 1319 – 1291 a.C. |          | Horemheb     |              | Armeris          | 5              | Armais             | 5                  | Djeserkheperura Setepenra | Djeserkheperure Setepenra |        |

#### Dinastia XIX
| Periodo          | Regno            | Nome     | Nome      | Nome         | Nome           | Nome           | Nome               | Nome               | Liste      | Liste                | Liste  |
| Periodo          | Regno            | Immagine | Faraone   | Anni di vita | Sesto Africano | Sesto Africano | Eusebio di Cesarea | Eusebio di Cesarea | Abido      | Saqqara              | Torino |
| ---------------- | ---------------- | -------- | --------- | ------------ | -------------- | -------------- | ------------------ | ------------------ | ---------- | -------------------- | ------ |
| 1295 – 1186 a.C. | 1295 – 1294 a.C. |          | Ramses I  |              | Ramesses       | 1              | assente            | assente            | Menpehtira | Menpehtyre           |        |
| 1295 – 1186 a.C. | 1294 – 1279 a.C. |          | Seti I    |              | Sethos         | 51             | Sethos             | 51                 | Menmaatra  | Menmaatre            |        |
| 1295 – 1186 a.C. | 1279 – 1213 a.C. |          | Ramses II |              | n.d.           | n.d.           | n.d.               | n.d.               |            | Usermaatra Setepenra |        |
| 1295 – 1186 a.C. | 1213 – 1203 a.C. |          | Merenptah |              |                |                |                    |                    |            |                      |        |
| 1295 – 1186 a.C. | 1203 – 1200 a.C. |          | Amenmesse |              |                |                |                    |                    |            |                      |        |
| 1295 – 1186 a.C. | 1200 – 1194      |          | Seti II   |              |                |                |                    |                    |            |                      |        |
| 1295 – 1186 a.C. | 1194 – 1188 a.C. |          | Siptah    |              |                |                |                    |                    |            |                      |        |
| 1295 – 1186 a.C. | 1188 – 1186 a.C. |          | Tausert   |              |                |                |                    |                    |            |                      |        |

#### Dinastia XX
| Periodo          | Regno            | Nome     | Nome        | Nome         | Nome           | Nome           | Nome               | Nome               | Liste | Liste   | Liste  |
| Periodo          | Regno            | Immagine | Faraone     | Anni di vita | Sesto Africano | Sesto Africano | Eusebio di Cesarea | Eusebio di Cesarea | Abido | Saqqara | Torino |
| ---------------- | ---------------- | -------- | ----------- | ------------ | -------------- | -------------- | ------------------ | ------------------ | ----- | ------- | ------ |
| 1186 – 1069 a.C. | 1186 – 1184 a.C. |          | Sethnakht   |              |                |                |                    |                    |       |         |        |
| 1186 – 1069 a.C. | 1184 – 1153 a.C. |          | Ramses III  |              |                |                |                    |                    |       |         |        |
| 1186 – 1069 a.C. | 1153 – 1147 a.C. |          | Ramses IV   |              |                |                |                    |                    |       |         |        |
| 1186 – 1069 a.C. | 1147 – 1143 a.C. |          | Ramses V    |              |                |                |                    |                    |       |         |        |
| 1186 – 1069 a.C. | 1143 – 1136 a.C. |          | Ramses VI   |              |                |                |                    |                    |       |         |        |
| 1186 – 1069 a.C. | 1136 – 1129 a.C. |          | Ramses VII  |              |                |                |                    |                    |       |         |        |
| 1186 – 1069 a.C. | 1129 – 1126 a.C. |          | Ramses VIII |              |                |                |                    |                    |       |         |        |
| 1186 – 1069 a.C. | 1126 – 1108 a.C. |          | Ramses IX   |              |                |                |                    |                    |       |         |        |
| 1186 – 1069 a.C. | 1108 – 1099 a.C. |          | Ramses X    |              |                |                |                    |                    |       |         |        |
| 1186 – 1069 a.C. | 1099 – 1069 a.C. |          | Ramses XI   |              |                |                |                    |                    |       |         |        |

### Terzo periodo intermedio

#### Dinastia XXI
| Periodo            | Regno               | Nome     | Nome               | Nome         | Nome           | Nome           | Nome               | Nome               | Liste | Liste   | Liste  |
| Periodo            | Regno               | Immagine | Faraone            | Anni di vita | Sesto Africano | Sesto Africano | Eusebio di Cesarea | Eusebio di Cesarea | Abido | Saqqara | Torino |
| ------------------ | ------------------- | -------- | ------------------ | ------------ | -------------- | -------------- | ------------------ | ------------------ | ----- | ------- | ------ |
| c. 1069 – 945 a.C. | c. 1069 – 1043 a.C. |          | Smendes I          |              |                |                |                    |                    |       |         |        |
| c. 1069 – 945 a.C. | 1043 – 1039 a.C.    |          | Amenemnesut        |              |                |                |                    |                    |       |         |        |
| c. 1069 – 945 a.C. | c. 1039 – 991 a.C.  |          | Psusennes I        |              |                |                |                    |                    |       |         |        |
| c. 1069 – 945 a.C. | 991 – 984 a.C.      |          | Amenemope          |              |                |                |                    |                    |       |         |        |
| c. 1069 – 945 a.C. | 984 – 978 a.C.      |          | Osorkon il Vecchio |              |                |                |                    |                    |       |         |        |
| c. 1069 – 945 a.C. | 978 – 959 a.C.      |          | Siamon             |              |                |                |                    |                    |       |         |        |
| c. 1069 – 945 a.C. | 959 – c. 945 a.C.   |          | Psusennes II       |              |                |                |                    |                    |       |         |        |

#### Dinastia XXII
| Periodo        | Regno          | Nome     | Nome         | Nome         | Nome           | Nome           | Nome               | Nome               | Liste | Liste   | Liste  |
| Periodo        | Regno          | Immagine | Faraone      | Anni di vita | Sesto Africano | Sesto Africano | Eusebio di Cesarea | Eusebio di Cesarea | Abido | Saqqara | Torino |
| -------------- | -------------- | -------- | ------------ | ------------ | -------------- | -------------- | ------------------ | ------------------ | ----- | ------- | ------ |
| 945 – 718 a.C. | 945 – 924 a.C. |          | Sheshonq I   |              |                |                |                    |                    |       |         |        |
| 945 – 718 a.C. | 924 – 899 a.C. |          | Osorkon I    |              |                |                |                    |                    |       |         |        |
| 945 – 718 a.C. | 899 – 889 a.C. |          | Sheshonq II  |              |                |                |                    |                    |       |         |        |
| 945 – 718 a.C. | 889 – 874 a.C. |          | Takelot I    |              |                |                |                    |                    |       |         |        |
| 945 – 718 a.C. | 874 – 850 a.C. |          | Osorkon II   |              |                |                |                    |                    |       |         |        |
| 945 – 718 a.C. | 850 – 825 a.C. |          | Takelot II   |              |                |                |                    |                    |       |         |        |
| 945 – 718 a.C. | 825 – 773 a.C. |          | Sheshonq III |              |                |                |                    |                    |       |         |        |
| 945 – 718 a.C. | 773 – 767 a.C. |          | Pamy         |              |                |                |                    |                    |       |         |        |
| 945 – 718 a.C. | 767 – 729 a.C. |          | Sheshonq V   |              |                |                |                    |                    |       |         |        |
| 945 – 718 a.C. | 729 – 718 a.C. |          | Osorkon IV   |              |                |                |                    |                    |       |         |        |

#### Dinastia XXIII
| Periodo        | Regno          | Nome     | Nome        | Nome           | Nome           | Nome               | Nome               | Liste | Liste   | Liste  |
| Periodo        | Regno          | Immagine | Faraone     | Sesto Africano | Sesto Africano | Eusebio di Cesarea | Eusebio di Cesarea | Abido | Saqqara | Torino |
| -------------- | -------------- | -------- | ----------- | -------------- | -------------- | ------------------ | ------------------ | ----- | ------- | ------ |
| 818 – 715 a.C. | 818 – 793 a.C. |          | Petubasti I |                |                |                    |                    |       |         |        |
| 818 – 715 a.C. | 804 – 803 a.C. |          | Iuput I     |                |                |                    |                    |       |         |        |
| 818 – 715 a.C. | 793 – 787 a.C. |          | Sheshonq IV |                |                |                    |                    |       |         |        |
| 818 – 715 a.C. | 787 – 759 a.C. |          | Osorkon III |                |                |                    |                    |       |         |        |
| 818 – 715 a.C. | 765 – 757 a.C. |          | Takelot III |                |                |                    |                    |       |         |        |
| 818 – 715 a.C. | 757 – 754 a.C. |          | Rudamon     |                |                |                    |                    |       |         |        |
| 818 – 715 a.C. | 754 – 715 a.C. |          | Iuput II    |                |                |                    |                    |       |         |        |

#### Dinastia XXIV
| Periodo                  | Regno             | Nome     | Nome     | Nome           | Nome           | Nome               | Nome               | Liste | Liste   | Liste  |
| Periodo                  | Regno             | Immagine | Faraone  | Sesto Africano | Sesto Africano | Eusebio di Cesarea | Eusebio di Cesarea | Abido | Saqqara | Torino |
| ------------------------ | ----------------- | -------- | -------- | -------------- | -------------- | ------------------ | ------------------ | ----- | ------- | ------ |
| c. 740 (730?) – 712 a.C. | c. 740 – 718 a.C. |          | Tefnakht |                |                |                    |                    |       |         |        |
| c. 740 (730?) – 712 a.C. | 718 – 712 a.C.    |          | Boccori  |                |                |                    |                    |       |         |        |

#### Dinastia XXV
| Periodo        | Regno          | Nome       | Nome    | Nome           | Nome           | Nome               | Nome               | Liste | Liste   | Liste  |
| Periodo        | Regno          | Immagine   | Faraone | Sesto Africano | Sesto Africano | Eusebio di Cesarea | Eusebio di Cesarea | Abido | Saqqara | Torino |
| -------------- | -------------- | ---------- | ------- | -------------- | -------------- | ------------------ | ------------------ | ----- | ------- | ------ |
|                | 775 – 760 a.C. |            | Alara   |                |                |                    |                    |       |         |        |
| 760 – 747 a.C. |                | Kashta     |         |                |                |                    |                    |       |         |        |
| 747 – 716 a.C. |                | Pianki     |         |                |                |                    |                    |       |         |        |
| 716 – 702 a.C. |                | Shabaka    |         |                |                |                    |                    |       |         |        |
| 702 – 690 a.C. |                | Shebitqo   |         |                |                |                    |                    |       |         |        |
| 690 – 664 a.C. |                | Taharqa    |         |                |                |                    |                    |       |         |        |
| 664 – 656 a.C. |                | Tanutamani |         |                |                |                    |                    |       |         |        |

### Periodo tardo

#### Dinastia XXVI
| Periodo        | Regno          | Nome     | Nome           | Nome           | Nome           | Nome               | Nome               | Liste | Liste   | Liste  |
| Periodo        | Regno          | Immagine | Faraone        | Sesto Africano | Sesto Africano | Eusebio di Cesarea | Eusebio di Cesarea | Abido | Saqqara | Torino |
| -------------- | -------------- | -------- | -------------- | -------------- | -------------- | ------------------ | ------------------ | ----- | ------- | ------ |
| 672 – 525 a.C. | 672 – 664 a.C. |          | Necao I        | Nechao I       | n.d.           | Nechao I           | n.d.               |       |         |        |
| 672 – 525 a.C. | 664 – 610 a.C. |          | Psammetico I   | Psammetichos   | n.d.           | Psammetichos       | n.d.               |       |         |        |
| 672 – 525 a.C. | 610 – 595 a.C. |          | Necao II       | Nechao II      | n.d.           | Nechao II          | n.d.               |       |         |        |
| 672 – 525 a.C. | 595 – 589 a.C. |          | Psammetico II  | Camorrah       | n.d.           | Psammuthis         | n.d.               |       |         |        |
| 672 – 525 a.C. | 589 – 570 a.C. |          | Aprie          | Akmenrah       | n.d.           | Uaphris            | n.d.               |       |         |        |
| 672 – 525 a.C. | 670 – 526 a.C. |          | Amasis II      | Amosis         | n.d.           | Amosis             | n.d.               |       |         |        |
| 672 – 525 a.C. | 526 – 525 a.C. |          | Psammetico III | Psammecherites | n.d.           | assente            | assente            |       |         |        |

#### Dinastia XXVII
| Periodo        | Regno          | Nome     | Nome         | Nome           | Nome           | Nome               | Nome               | Liste | Liste   | Liste  |
| Periodo        | Regno          | Immagine | Faraone      | Sesto Africano | Sesto Africano | Eusebio di Cesarea | Eusebio di Cesarea | Abido | Saqqara | Torino |
| -------------- | -------------- | -------- | ------------ | -------------- | -------------- | ------------------ | ------------------ | ----- | ------- | ------ |
| 525 – 358 a.C. | 525 – 522 a.C. |          | Cambise      | Mesutira       | Mesutira       | Mesutira           | Mesutira           |       |         |        |
| 525 – 358 a.C. | 522 – 521 a.C. |          | Petubasti    | assente        | assente        | assente            | assente            |       |         |        |
| 525 – 358 a.C. | 521 – 486 a.C. |          | Dario I      | Stutra         | Stutra         | Stutra             | Stutra             |       |         |        |
| 525 – 358 a.C. | 486 – 465 a.C. |          | Serse I      | Khsassa        | Khsassa        | Khsassa            | Khsassa            |       |         |        |
| 525 – 358 a.C. | 465 a.C.       |          | Artabano     | assente        | assente        | assente            | assente            |       |         |        |
| 525 – 358 a.C. | 465 - 424 a.C. |          | Artaserse I  |                |                |                    |                    |       |         |        |
| 525 – 358 a.C. | 424 a.C.       |          | Serse II     |                |                |                    |                    |       |         |        |
| 525 – 358 a.C. | 424 a.C.       |          | Sogdiano     |                |                |                    |                    |       |         |        |
| 525 – 358 a.C. | 423 – 404 a.C. |          | Dario II     |                |                |                    |                    |       |         |        |
| 525 – 358 a.C. | 404 – 358 a.C. |          | Artaserse II |                |                |                    |                    |       |         |        |

#### Dinastia XXVIII
| Periodo        | Regno          | Nome     | Nome    | Nome           | Nome           | Nome               | Nome               | Liste | Liste   | Liste  |
| Periodo        | Regno          | Immagine | Faraone | Sesto Africano | Sesto Africano | Eusebio di Cesarea | Eusebio di Cesarea | Abido | Saqqara | Torino |
| -------------- | -------------- | -------- | ------- | -------------- | -------------- | ------------------ | ------------------ | ----- | ------- | ------ |
| 404 – 398 a.C. | 404 – 398 a.C. |          | Amirteo | Amirteo        |                |                    |                    |       |         |        |

#### Dinastia XXIX
| Periodo        | Regno          | Nome     | Nome        | Nome           | Nome           | Nome               | Nome               | Liste | Liste   | Liste  |
| Periodo        | Regno          | Immagine | Faraone     | Sesto Africano | Sesto Africano | Eusebio di Cesarea | Eusebio di Cesarea | Abido | Saqqara | Torino |
| -------------- | -------------- | -------- | ----------- | -------------- | -------------- | ------------------ | ------------------ | ----- | ------- | ------ |
| 398 – 378 a.C. | 398 - 392 a.C. |          | Neferite I  | n.d.           | n.d.           | n.d.               | n.d.               |       |         |        |
| 398 – 378 a.C. | c. 392 a.C.    |          | Hernebkha   |                |                |                    |                    |       |         |        |
| 398 – 378 a.C. | 392 – 391 a.C. |          | Psammuthis  |                |                |                    |                    |       |         |        |
| 398 – 378 a.C. | 391 – 379 a.C. |          | Hakor       | n.d.           | n.d.           | Achoris            | n.d.               |       |         |        |
| 398 – 378 a.C. | 379 – 378 a.C. |          | Neferite II | Nepherites II  | n.d.           | n.d.               | n.d.               |       |         |        |

#### Dinastia XXX
| Periodo        | Regno          | Nome     | Nome         | Nome           | Nome           | Nome               | Liste | Liste   | Liste  |
| Periodo        | Regno          | Immagine | Faraone      | Sesto Africano | Sesto Africano | Eusebio di Cesarea | Abido | Saqqara | Torino |
| -------------- | -------------- | -------- | ------------ | -------------- | -------------- | ------------------ | ----- | ------- | ------ |
| 378 – 343 a.C. | 378 – 361 a.C. |          | Nectanebo I  | Nectanebes     | n.d.           | n.d.               |       |         |        |
| 378 – 343 a.C. | 361 – 359 a.C. |          | Teos         | Teos           | n.d.           | n.d.               |       |         |        |
| 378 – 343 a.C. | 359 – 343 a.C. |          | Nectanebo II | Nectanebos     | n.d.           | n.d.               |       |         |        |

#### Dinastia XXXI
| Periodo        | Regno          | Nome     | Nome      | Nome           | Nome               | Liste | Liste   | Liste  |
| Periodo        | Regno          | Immagine | Faraone   | Sesto Africano | Eusebio di Cesarea | Abido | Saqqara | Torino |
| -------------- | -------------- | -------- | --------- | -------------- | ------------------ | ----- | ------- | ------ |
| 343 – 330 a.C. | 343 – 338 a.C. |          | Artaserse | n.d.           | n.d.               | n.d.  |         |        |
| 343 – 330 a.C. | 338 – 336 a.C. |          | Artaserse | n.d.           | n.d.               | n.d.  |         |        |
| 343 – 330 a.C. | 336 – 330 a.C. |          | Dario     | n.d.           | n.d.               | n.d.  |         |        |

### Epoca greco-romana

#### Dinastia macedone
| Periodo        | Regno          | Nome     | Nome                                | Nome           | Nome               | Liste | Liste   | Liste  |
| Periodo        | Regno          | Immagine | Faraone                             | Sesto Africano | Eusebio di Cesarea | Abido | Saqqara | Torino |
| -------------- | -------------- | -------- | ----------------------------------- | -------------- | ------------------ | ----- | ------- | ------ |
| 330 – 311 a.C. | 330 – 323 a.C. |          | Alessandro Magno                    | n.d.           | n.d.               | n.d.  |         |        |
| 330 – 311 a.C. | 323 – 317 a.C. |          | Filippo Arrideo (de facto Perdicca) | n.d.           | n.d.               | n.d.  |         |        |
| 330 – 311 a.C. | 317 – 311 a.C. |          | Alessandro IV                       | n.d.           | n.d.               | n.d.  |         |        |

#### Dinastia tolemaica
| Periodo       | Regno                                                        | Nome     | Nome                                            | Nome           | Nome               | Liste | Liste   | Liste  |
| Periodo       | Regno                                                        | Immagine | Faraone                                         | Sesto Africano | Eusebio di Cesarea | Abido | Saqqara | Torino |
| ------------- | ------------------------------------------------------------ | -------- | ----------------------------------------------- | -------------- | ------------------ | ----- | ------- | ------ |
| 305 – 30 a.C. | 305 – 285 a.C.                                               |          | Tolomeo I                                       | n.d.           | n.d.               | n.d.  |         |        |
| 305 – 30 a.C. | 285 – 246 a.C.                                               |          | Tolomeo II                                      | n.d.           | n.d.               | n.d.  |         |        |
| 305 – 30 a.C. | 246 – 222 a.C.                                               |          | Tolomeo III                                     | n.d.           | n.d.               | n.d.  |         |        |
| 305 – 30 a.C. | 221 – 203 a.C.                                               |          | Tolomeo IV                                      | n.d.           | n.d.               | n.d.  |         |        |
| 305 – 30 a.C. | 204 – 181 a.C.                                               |          | Tolomeo V                                       | n.d.           | n.d.               | n.d.  |         |        |
| 305 – 30 a.C. | 181 – 145 a.C.                                               |          | Tolomeo VI (e Tolomeo VIII dal 170 al 163 a.C.) | n.d.           | n.d.               | n.d.  |         |        |
| 305 – 30 a.C. | 145 a.C.                                                     |          | Tolomeo VII                                     | n.d.           | n.d.               | n.d.  |         |        |
| 305 – 30 a.C. | 145 a.C. (con Tolomeo VII)                                   |          | Cleopatra II                                    | n.d.           | n.d.               | n.d.  |         |        |
| 305 – 30 a.C. | 145 – 116 a.C.                                               |          | Tolomeo VIII                                    | n.d.           | n.d.               | n.d.  |         |        |
| 305 – 30 a.C. | 124 – 116 a.C. (con Tolomeo VIII)                            |          | Cleopatra II                                    | n.d.           | n.d.               | n.d.  |         |        |
| 305 – 30 a.C. | 131 – 127 a.C. (con Tolomeo VIII)                            |          | Cleopatra II                                    | n.d.           | n.d.               | n.d.  |         |        |
| 305 – 30 a.C. | 116 – 110 a.C.                                               |          | Tolomeo IX                                      | n.d.           | n.d.               | n.d.  |         |        |
| 305 – 30 a.C. | 110 – 109 a.C.                                               |          | Tolomeo X                                       | n.d.           | n.d.               | n.d.  |         |        |
| 305 – 30 a.C. | 109 – 107 a.C.                                               |          | Tolomeo IX                                      | n.d.           | n.d.               | n.d.  |         |        |
| 305 – 30 a.C. | 107 – 88 a.C.                                                |          | Tolomeo X                                       | n.d.           | n.d.               | n.d.  |         |        |
| 305 – 30 a.C. | 88 – 81 a.C.                                                 |          | Tolomeo IX                                      | n.d.           | n.d.               | n.d.  |         |        |
| 305 – 30 a.C. | 81 – 80 a.C.                                                 |          | Berenice III                                    | n.d.           | n.d.               | n.d.  |         |        |
| 305 – 30 a.C. | 80 a.C.                                                      |          | Tolomeo XI                                      | n.d.           | n.d.               | n.d.  |         |        |
| 305 – 30 a.C. | 80 – 58 a.C.                                                 |          | Tolomeo XII                                     | n.d.           | n.d.               | n.d.  |         |        |
| 305 – 30 a.C. | 58 – 57 a.C. (con Berenice IV)                               |          | Cleopatra VI                                    | n.d.           | n.d.               | n.d.  |         |        |
| 305 – 30 a.C. | 58 – 55 a.C.                                                 |          | Berenice IV                                     | n.d.           | n.d.               | n.d.  |         |        |
| 305 – 30 a.C. | 55 – 51 a.C. (con Cleopatra VII)                             |          | Tolomeo XII                                     | n.d.           | n.d.               | n.d.  |         |        |
| 305 – 30 a.C. | 52 – 12 agosto 30 a.C.                                       |          | Cleopatra VII                                   | n.d.           | n.d.               | n.d.  |         |        |
| 305 – 30 a.C. | 51 – 27 marzo 47 a.C. (con e in opposizione a Cleopatra VII) |          | Tolomeo XIII                                    | n.d.           | n.d.               | n.d.  |         |        |
| 305 – 30 a.C. | marzo 47 – 44 a.C. (con Cleopatra VII)                       |          | Tolomeo XIV                                     | n.d.           | n.d.               | n.d.  |         |        |
| 305 – 30 a.C. | 44 – 30 a.C. (con Cleopatra VII)                             |          | Tolomeo XV                                      | n.d.           | n.d.               | n.d.  |         |        |